# ウォーターフロント
ウォーターフロント（英語: waterfront）は、文字通りには「河岸・海岸通の土地・水辺」といった意味となるが、今日メディアに多用されている用途では、過密化する都市の新たな開発区域としての港湾・臨海部を指して使用される。

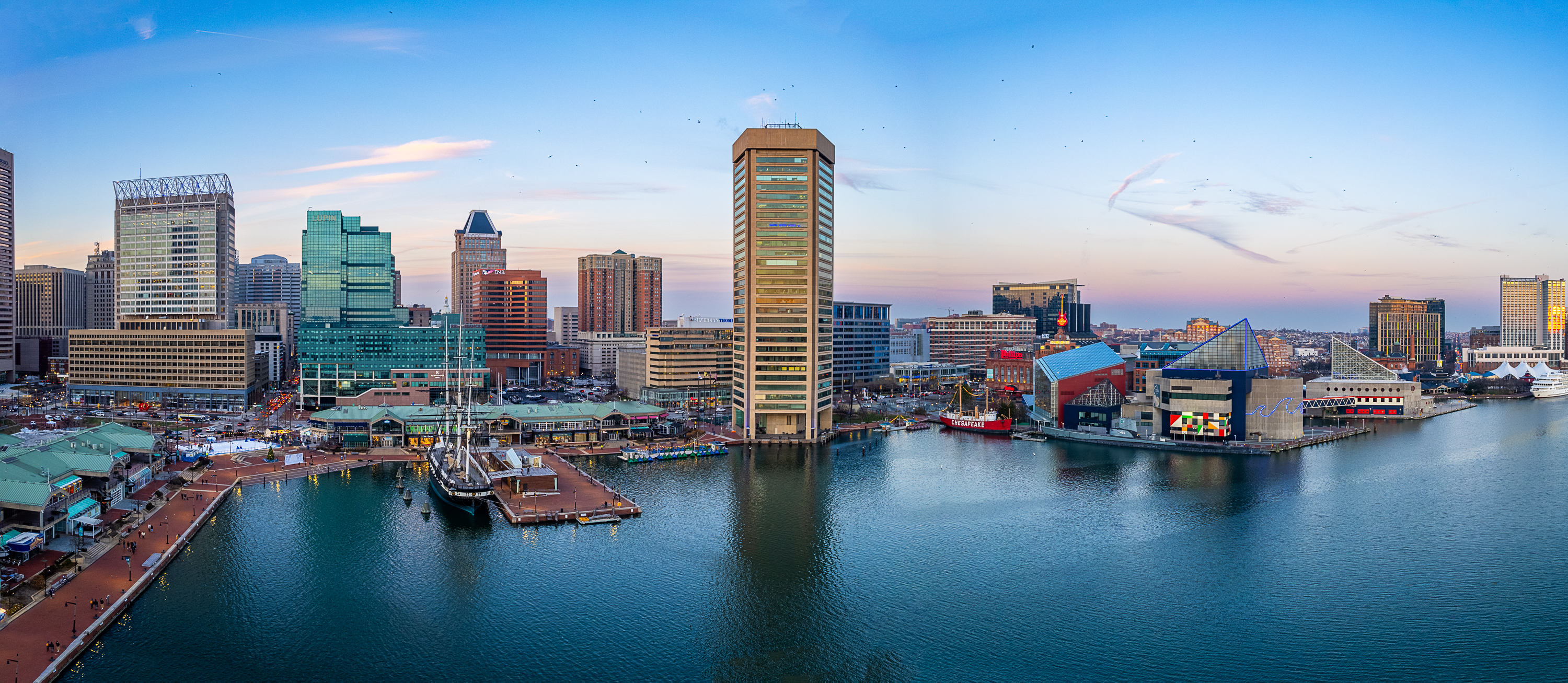
ウォーターフロント開発の先駆とされるアメリカ・ボルチモアのインナーハーバー地区

## 歴史
日本において港湾部が注目されはじめたのは、神戸市のポートアイランド（1981年）とされる。埋立地のほかにも、既存の港湾周辺では、コンテナ化など物流形態の変化による空き倉庫の増加や、工場の撤退などの状況があって荒廃が進んだため新たな開発で再生が期待されるようになったものである。
世界的な先駆は、アメリカ合衆国のボルチモアとされる。1960年代後半から30年に亘る計画の元に着手され、ショッピングセンターや大型水族館が整備されるにいたり、湾岸部が市民や観光客に開放されて賑わいを取り戻した。

## 日本におけるウォーターフロントブーム

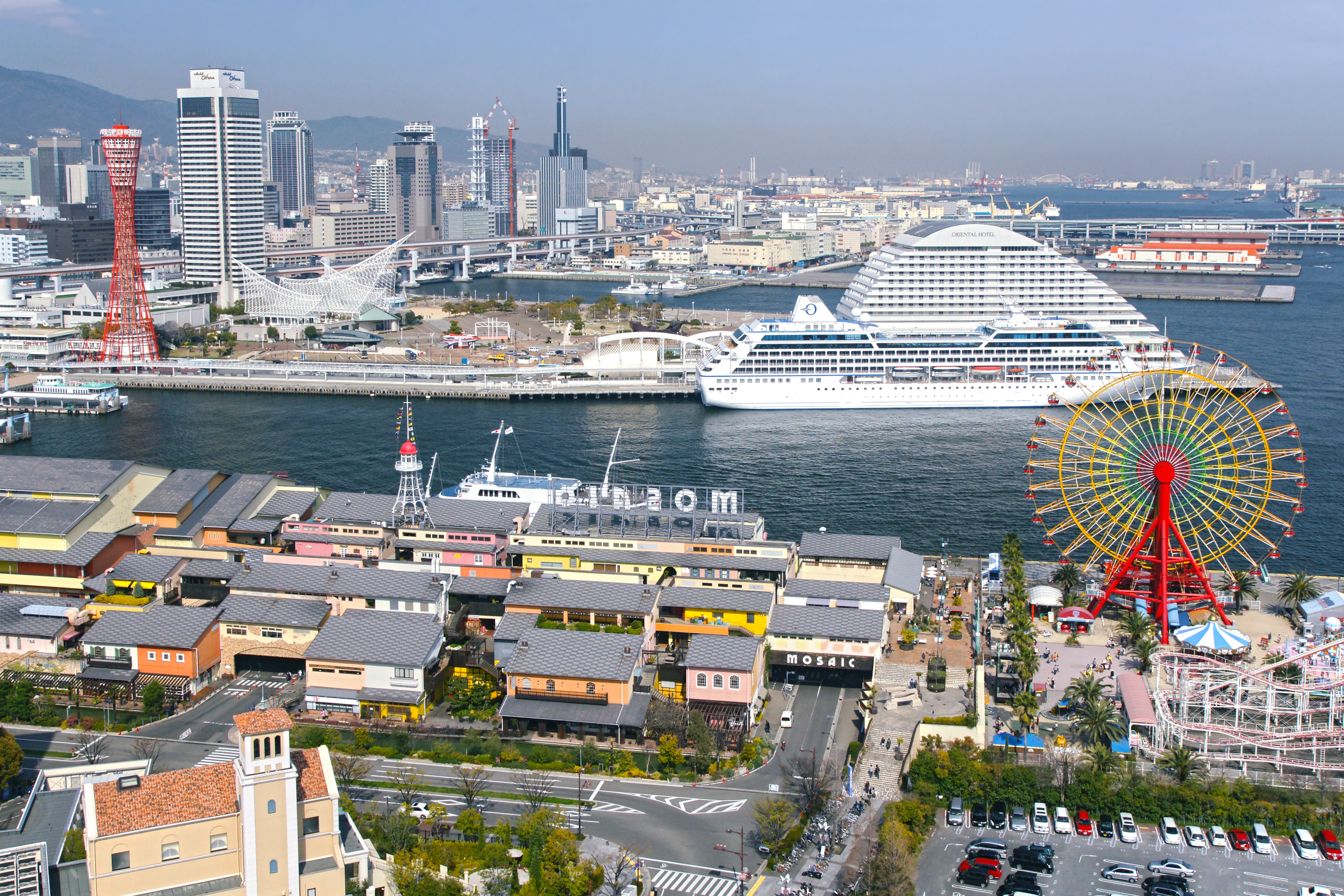
神戸ハーバーランド・MOSAIC（手前）とメリケンパーク

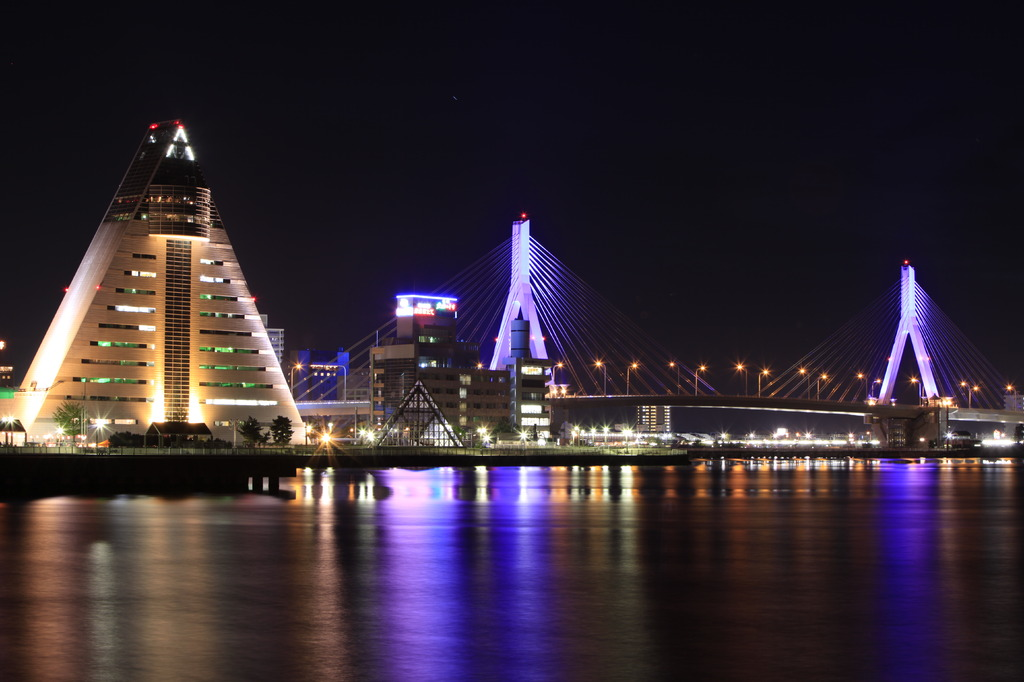
青森ベイブリッジ（右奥）とアスパム（左前）が佇む青森ウォーターフロントの夜景

サンフランシスコのフィッシャーマンズワーフやボストンの水族館などのウォーターフロント開発の成功事例を参考に1980年代より日本でも導入された。
はじまりとなったのは、1981年に竣工した神戸市の当時世界最大であった人工島・ポートアイランドである。これに、倉庫街や貨物駅といった古い港湾施設の再開発によって誕生した神戸ハーバーランドの二つの事業に対し、今後の都市開発に先人的な役割を果したとして日本都市計画学会石川賞がそれぞれに授与されている。神戸市ではその後も六甲アイランド・HAT神戸・マリンピア神戸などウォーターフロント開発が活発に行われた。
首都圏では、東京の佃島・天王洲・臨海副都心（お台場・有明）・汐留・葛西、横浜市の横浜みなとみらい21、千葉市の幕張新都心などの再開発が行われた。本来、これらの地域は工業・港湾用地として造成されたものだったが、石油危機以降の重厚長大産業の衰退や港湾施設の移転に伴い商業・住宅用地に計画変更された。芝浦の空き倉庫を改造したディスコやレストラン、ライブハウス、浦安市の東京ディズニーリゾートなども人気を集めた開発の一つである。
大阪では、天保山ハーバービレッジや南港の咲洲、USJといった港湾地区以外に、河川を活用した湊町リバープレイスや道頓堀川沿いの「とんぼりリバーウォーク」などの開発がみられる。中之島周辺では、阪大病院跡地を開発した水都・OSAKA αプロジェクトも展開している。大阪近郊では堺市の堺浜シーサイドステージも知られる。
その他の日本でのウォーターフロント開発の例として、青森市の青森ウォーターフロント、釧路市のフィッシャーマンズワーフMOO、小樽市のぱるて築港、名古屋市のガーデン埠頭・金城埠頭、敦賀市の金ヶ崎緑地、高松市のサンポート高松、北九州市の門司港レトロ地区、福岡市のシーサイドももち、長崎市の長崎水辺の森公園、佐世保市のポートルネッサンス21、鹿児島市のドルフィンポートなどが挙げられる。

## ギャラリー

### 日本

#### 北海道地方

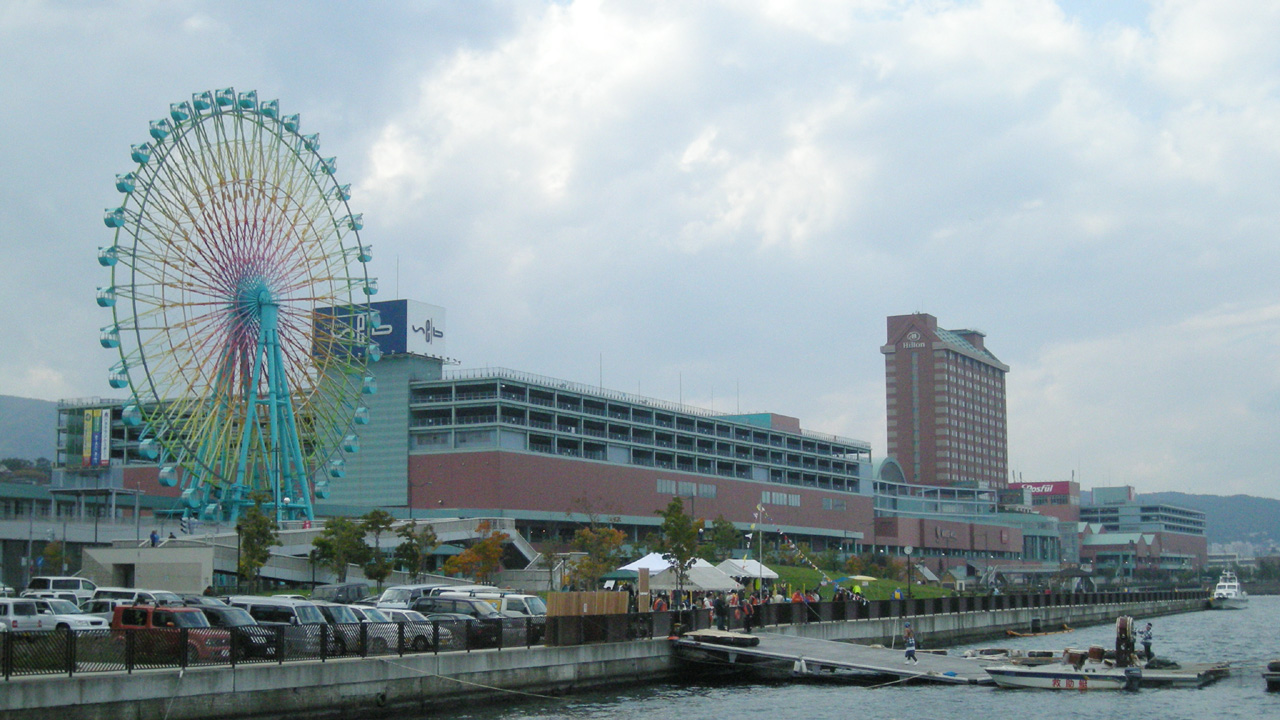
ウイングベイ小樽（小樽市）
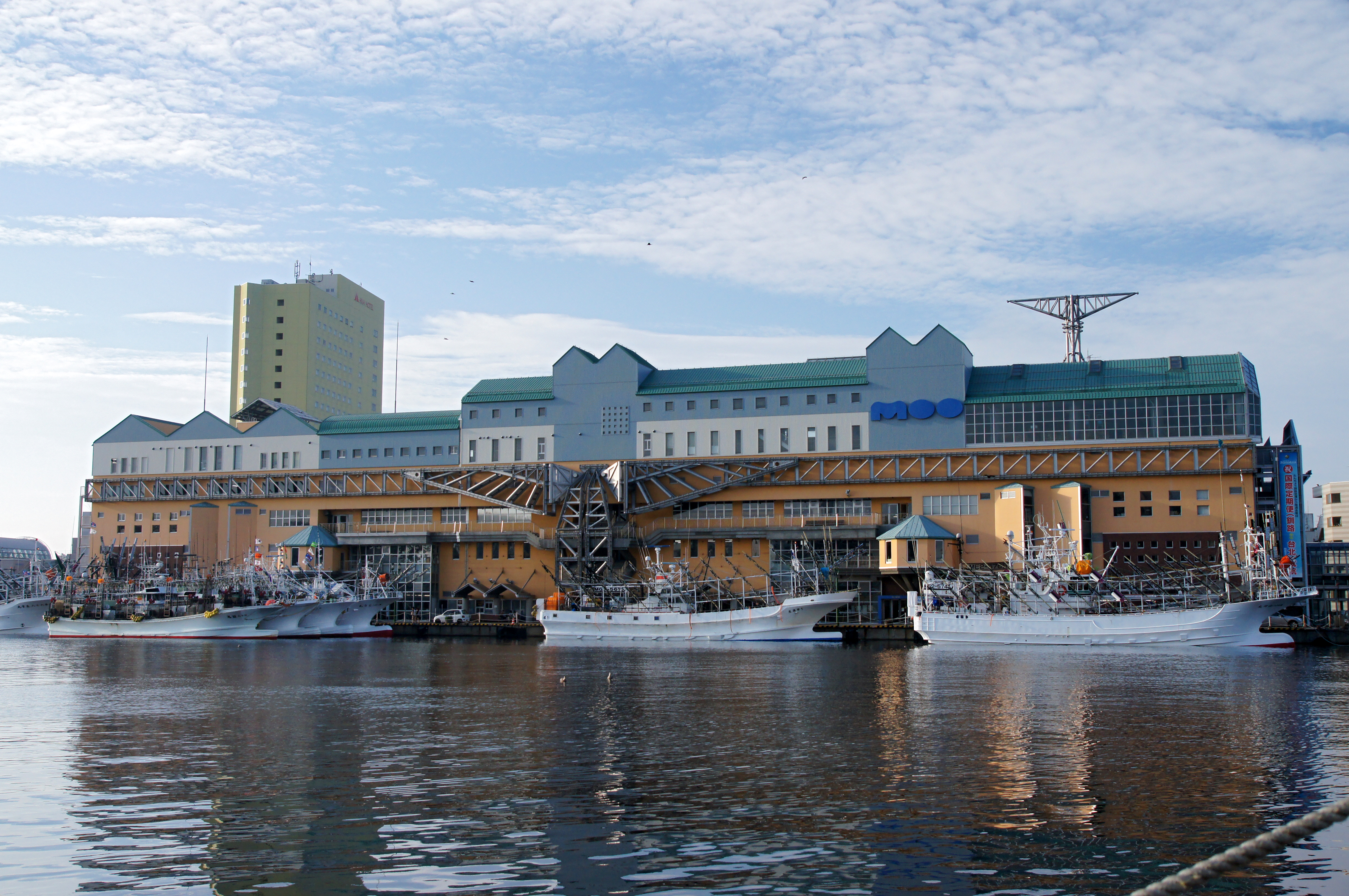
釧路フィッシャーマンズワーフMOO（釧路市）
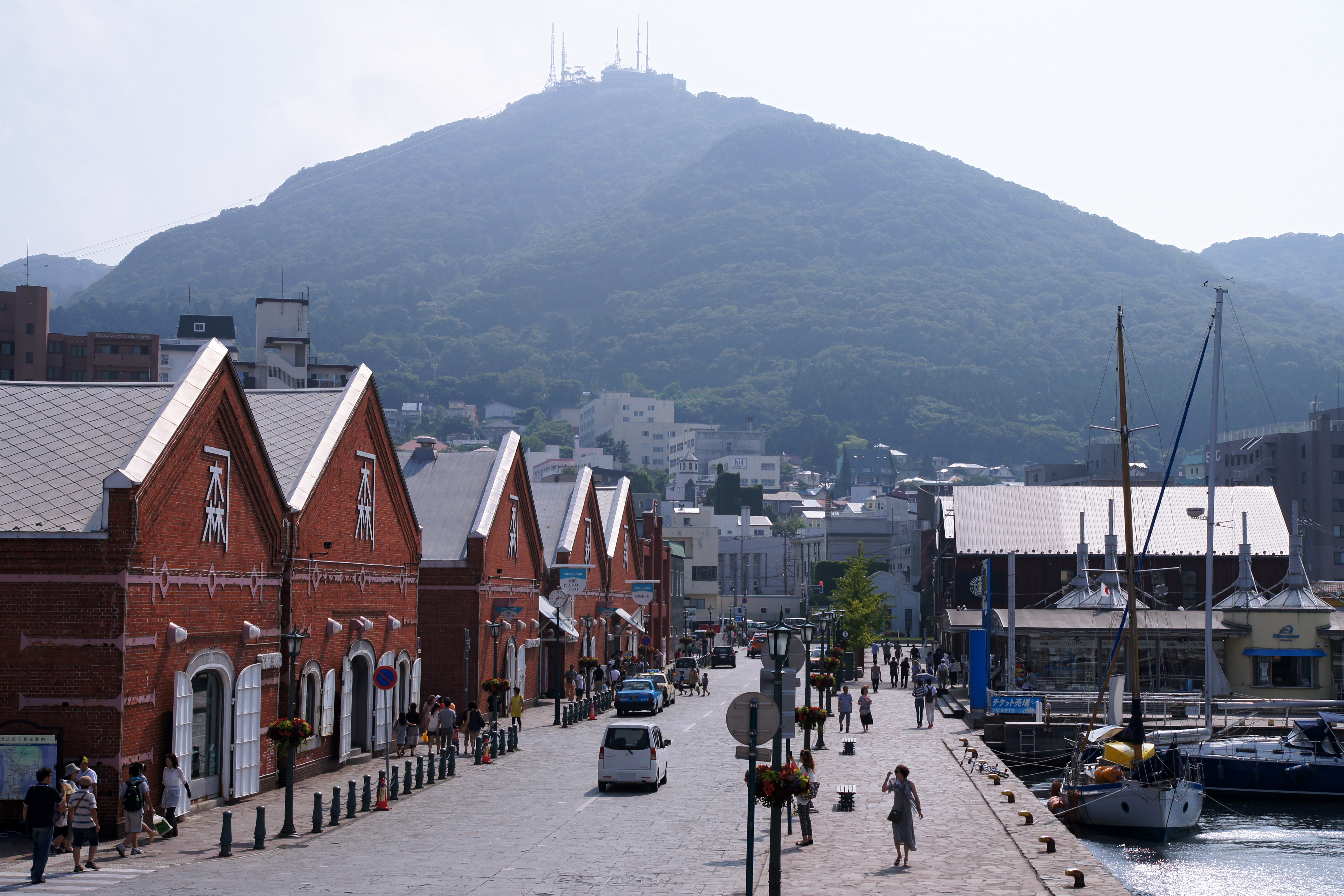
金森赤レンガ倉庫と函館山（函館市）

#### 東北地方

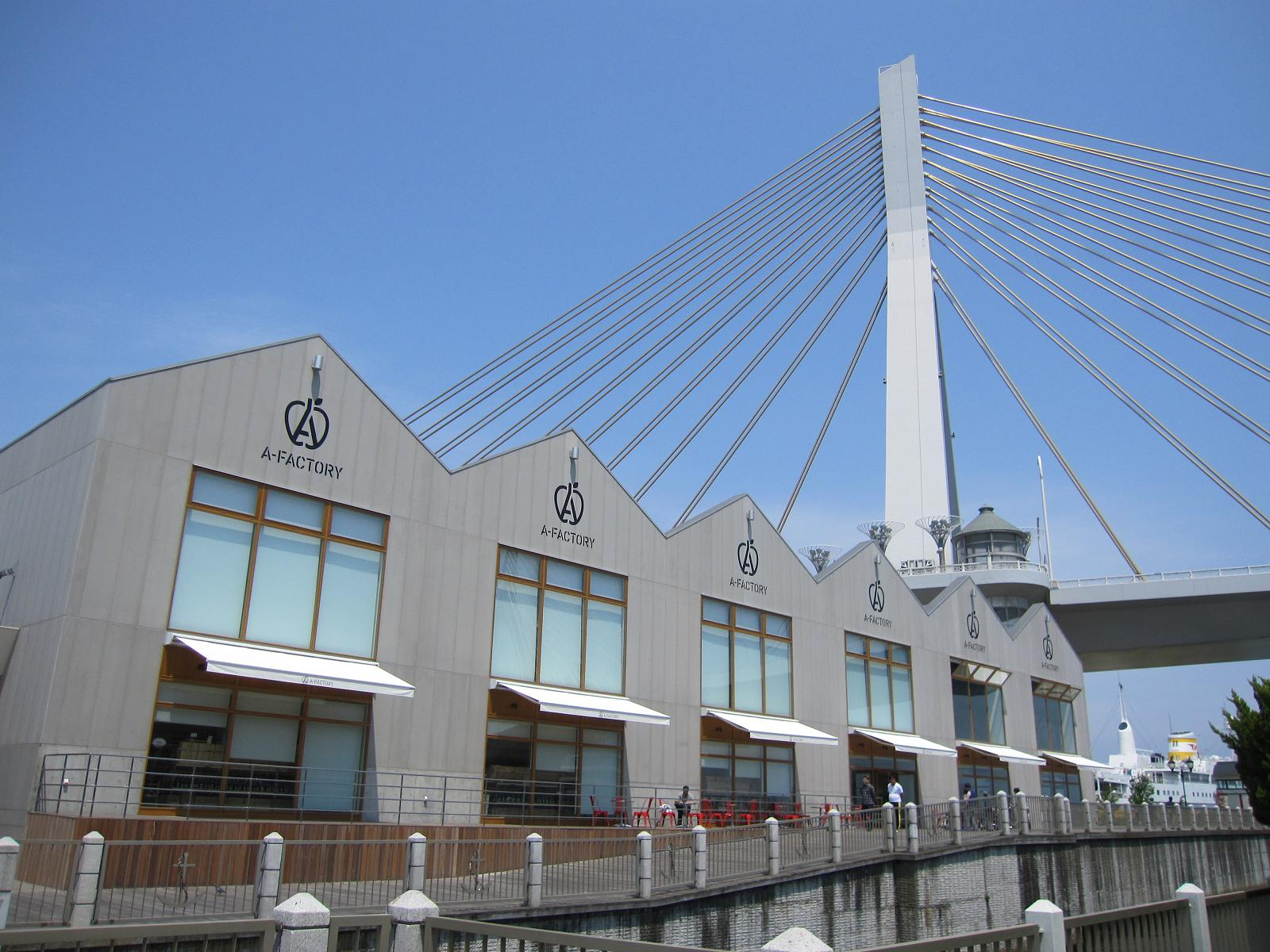
青森ウォーターフロント（青森市）

#### 関東地方

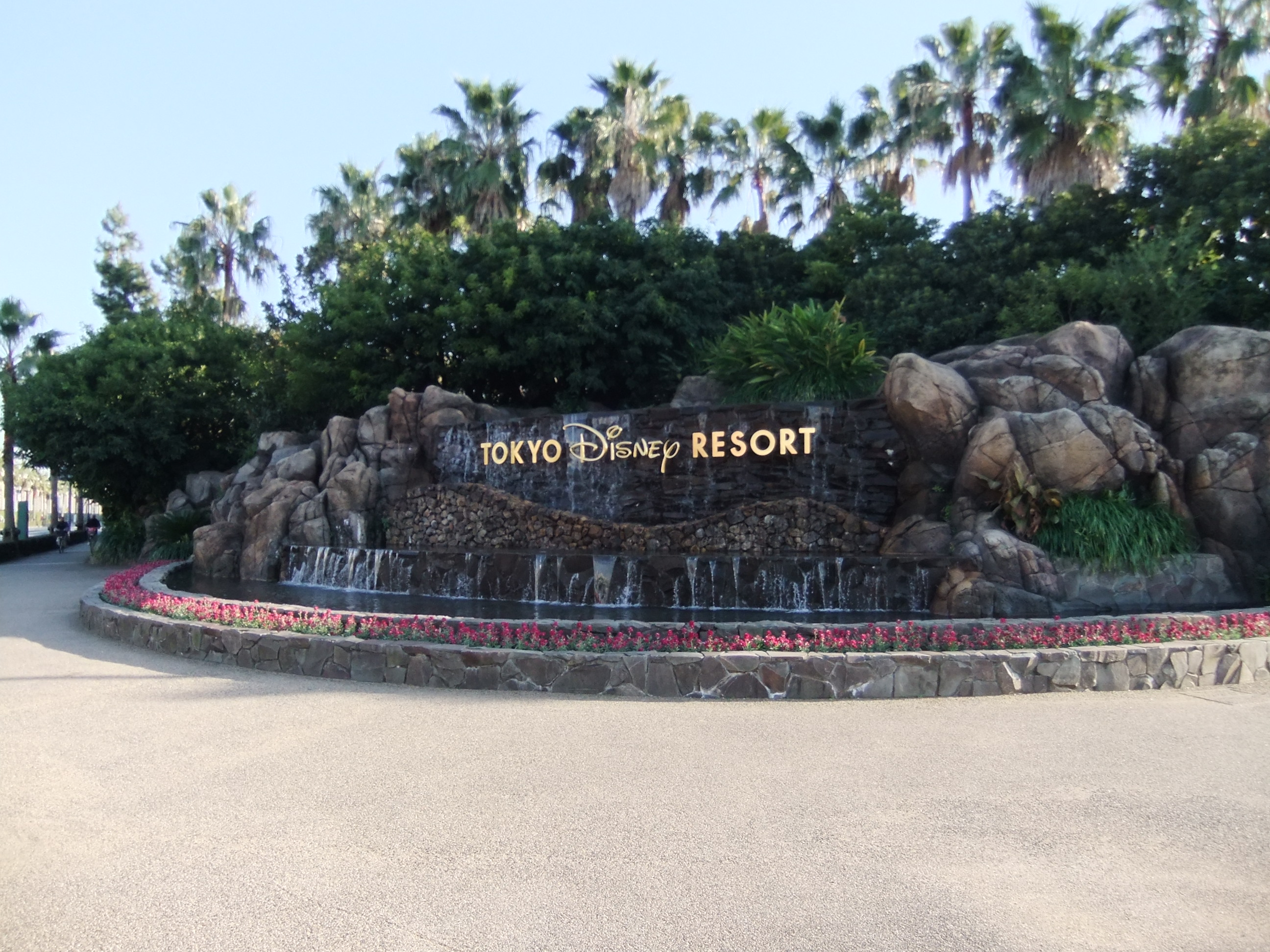
東京ディズニーリゾート（浦安市）
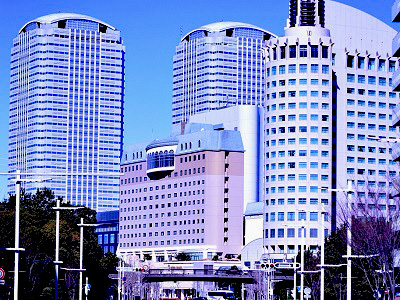
幕張新都心（千葉市美浜区）
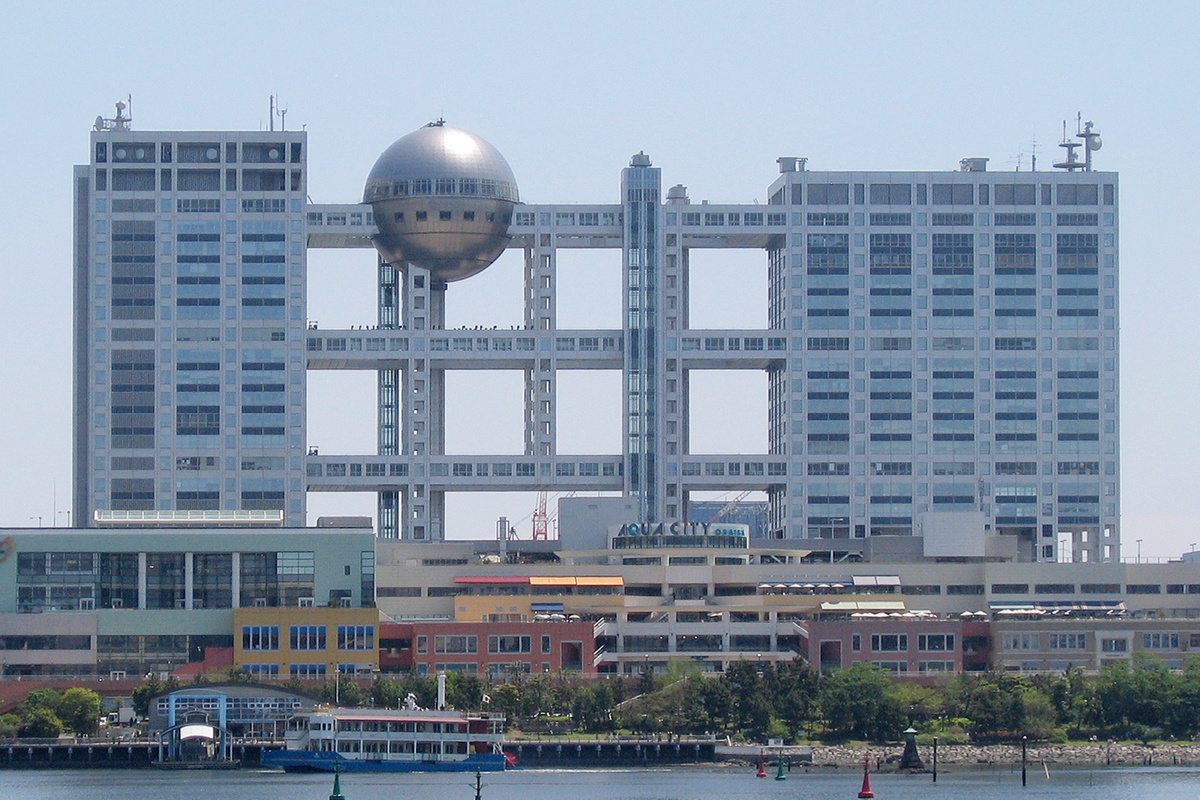
お台場（東京都港区）
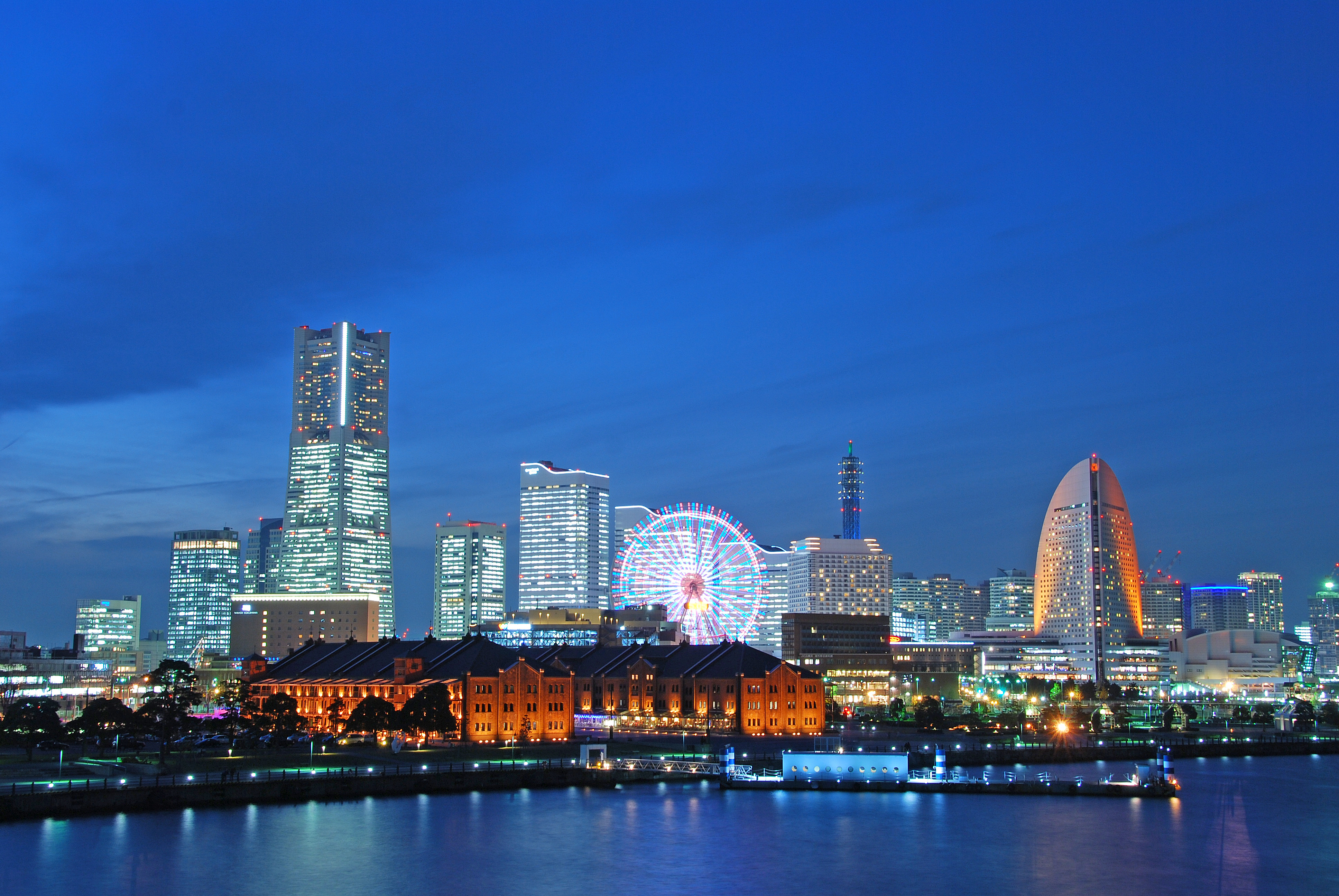
横浜みなとみらい21（横浜市西区・中区）

#### 中部地方

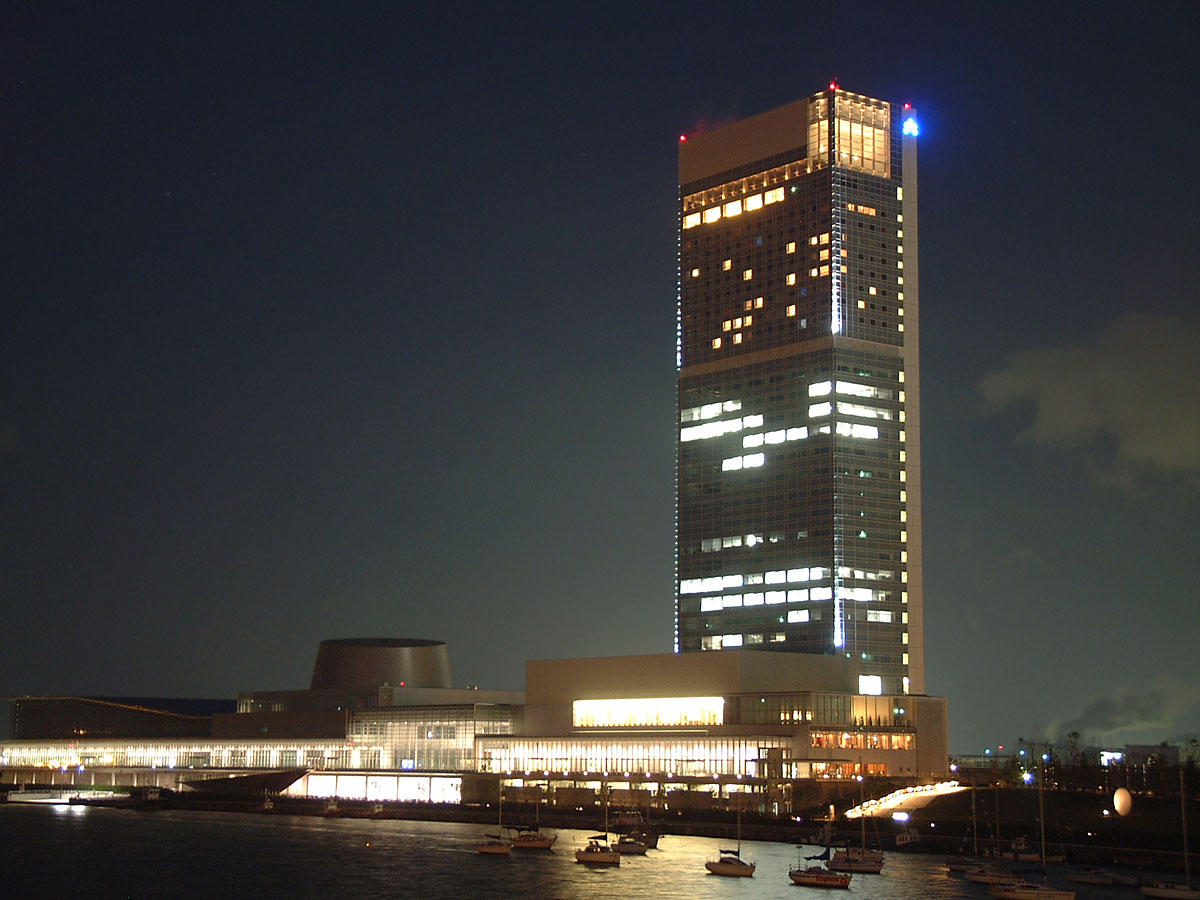
朱鷺メッセ（新潟市中央区）
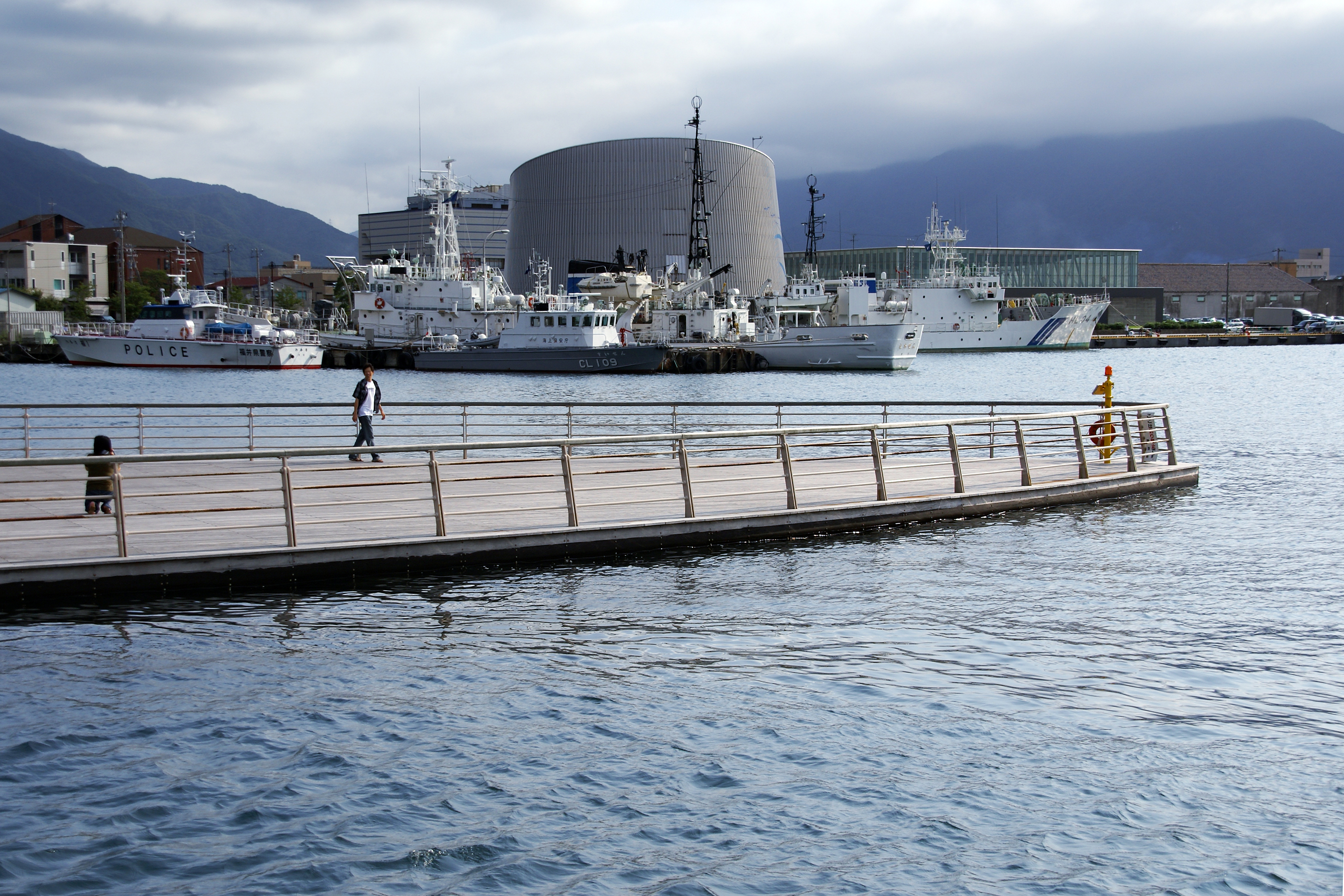
金ケ崎緑地（敦賀市）
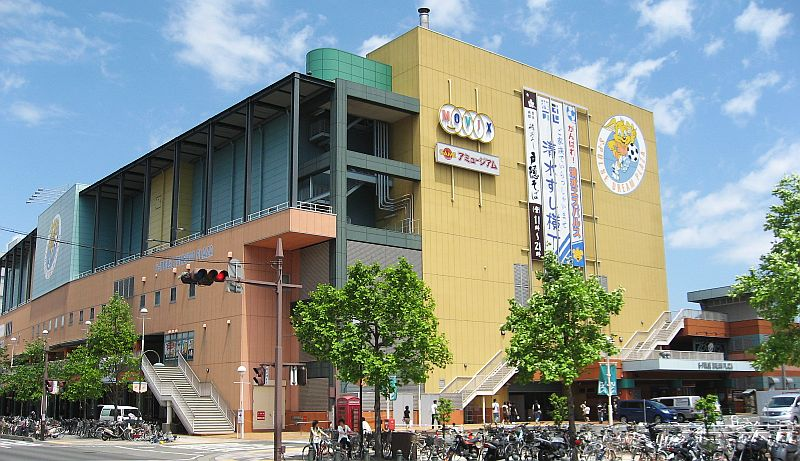
エスパルスドリームプラザ（静岡市清水区）
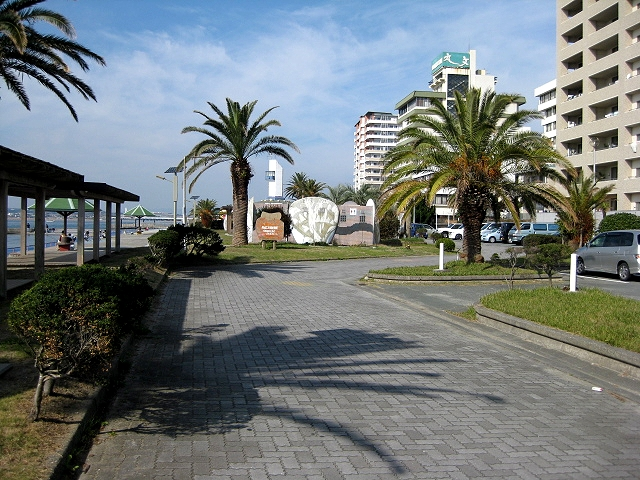
弁天島海浜公園（浜松市西区）
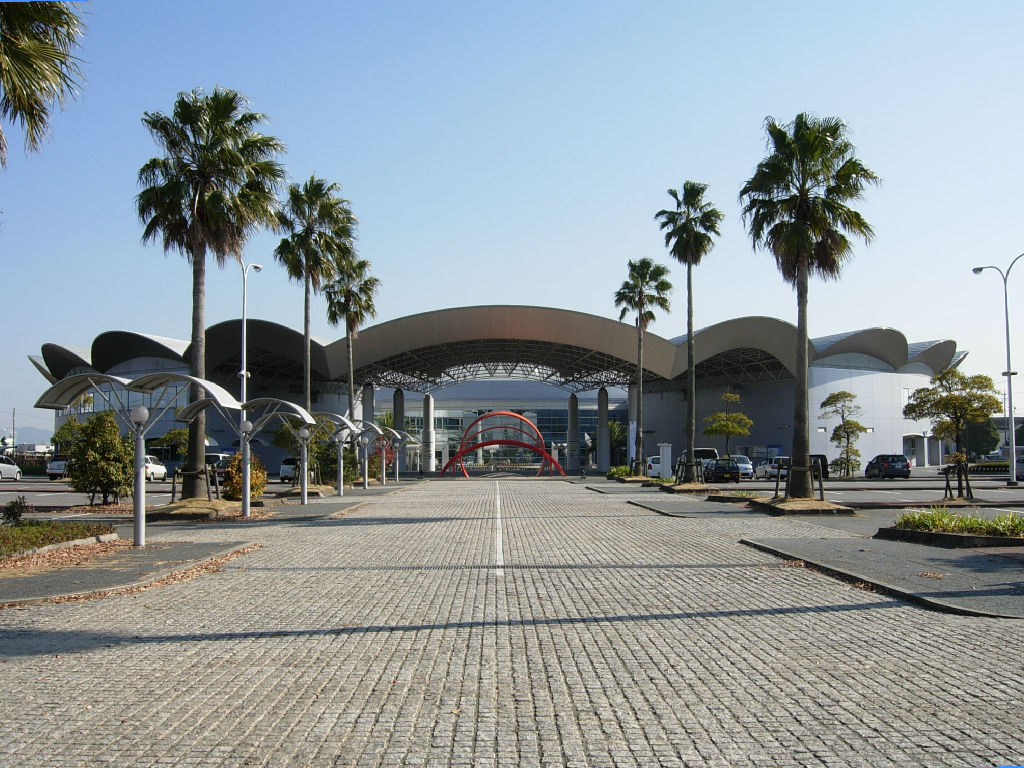
ライフポートとよはし（豊橋市）
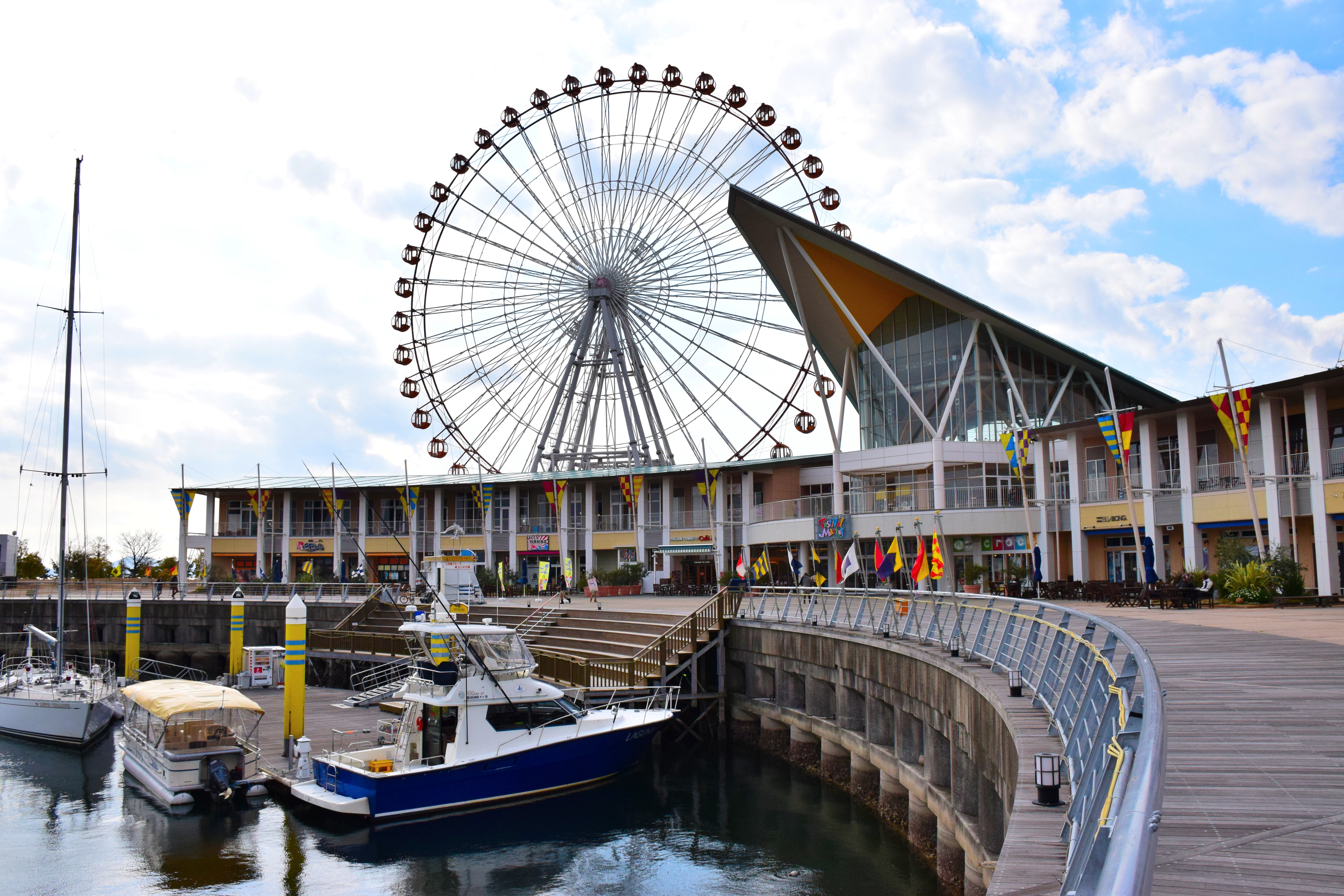
ラグーナ蒲郡（蒲郡市）
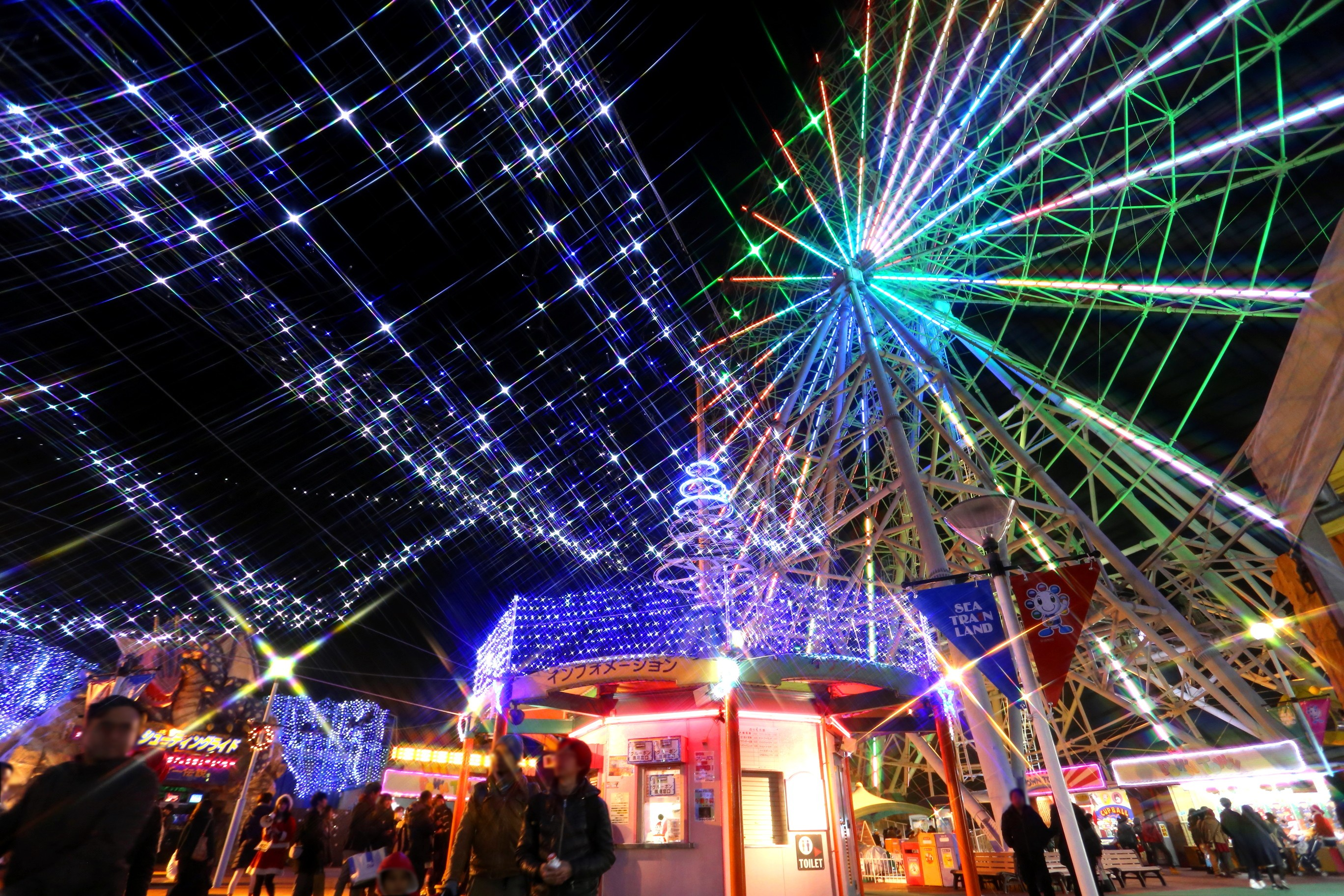
シートレインランド（名古屋市港区）
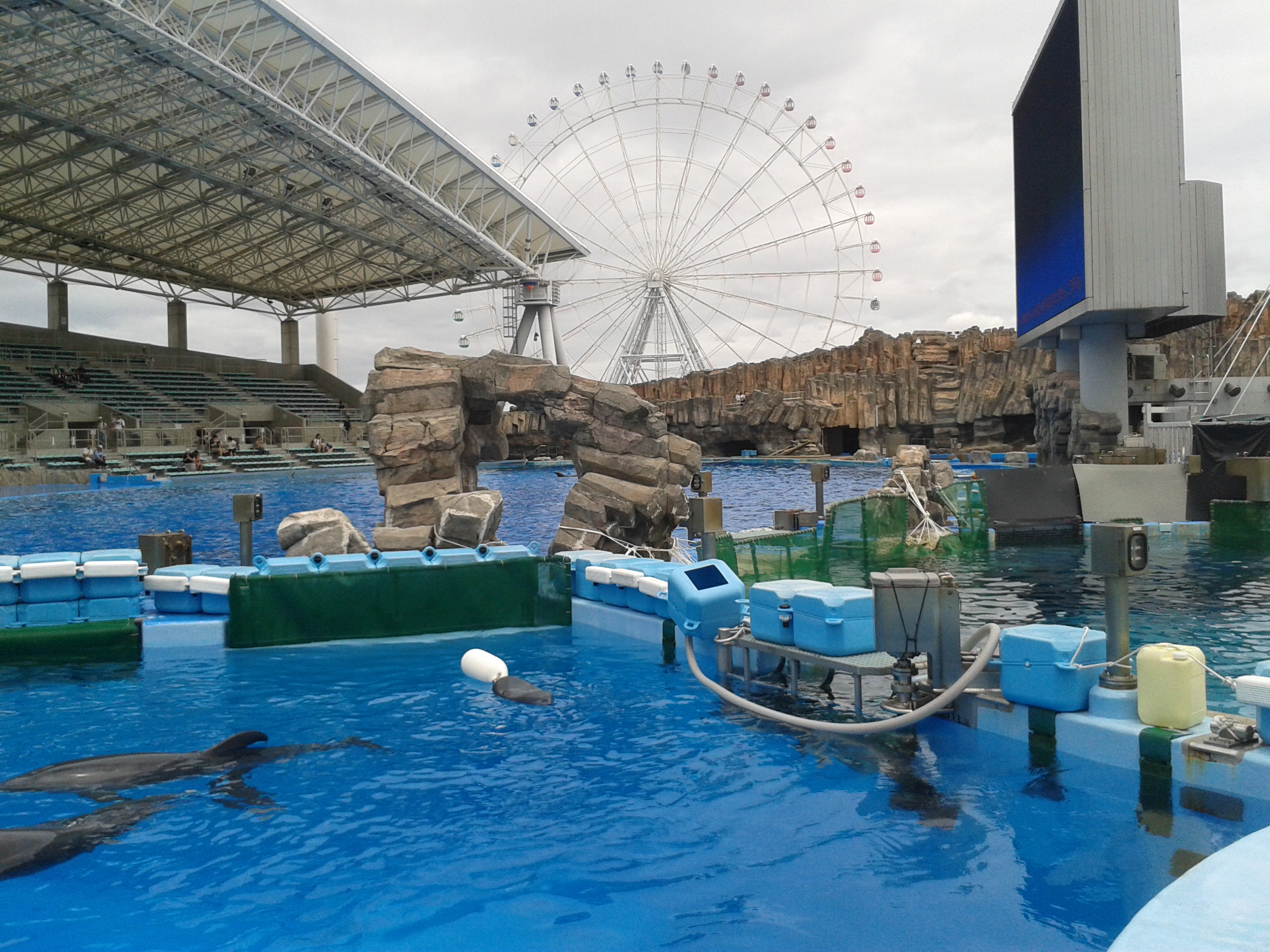
名古屋港水族館（名古屋市港区）
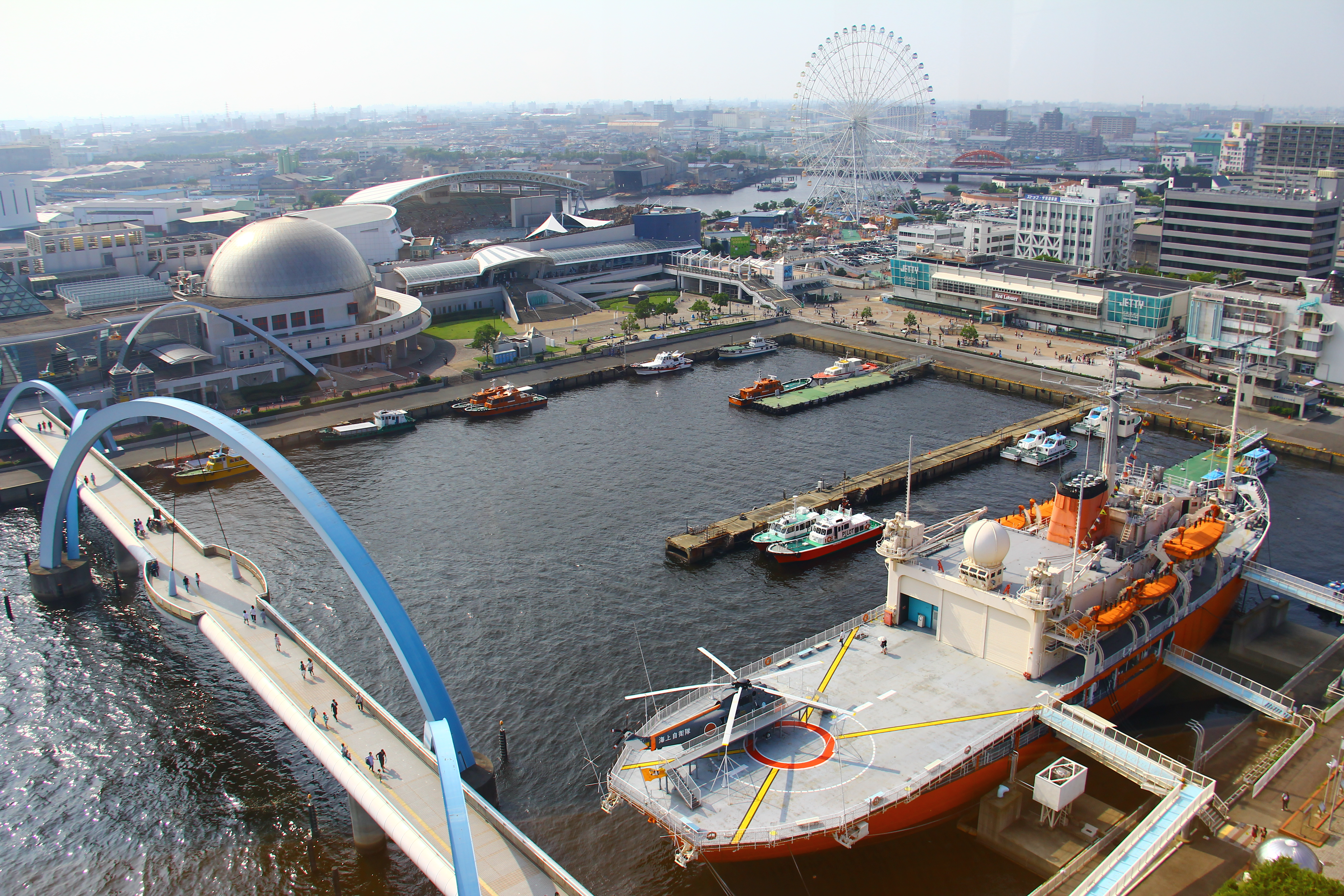
ガーデン埠頭（名古屋市港区）
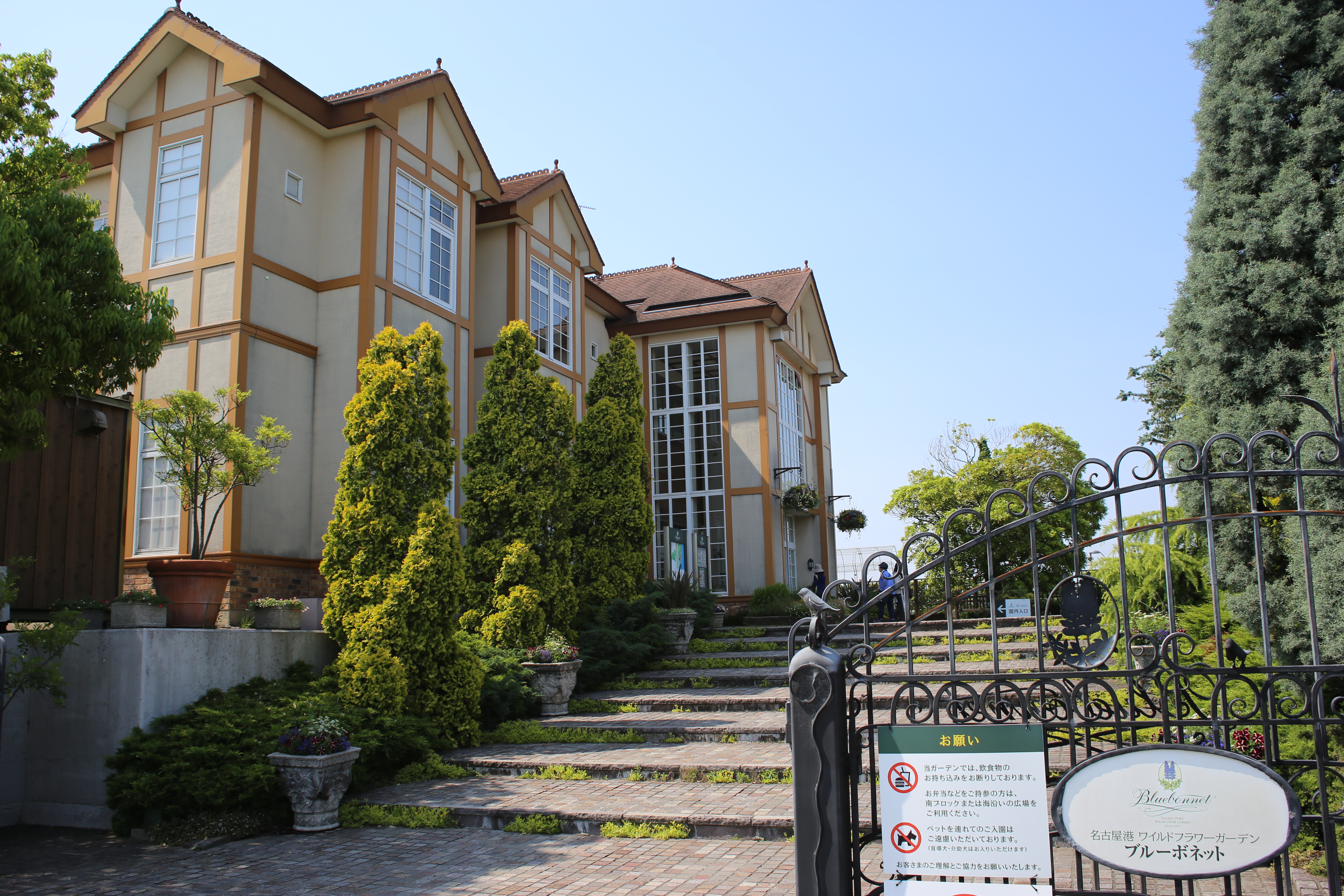
ブルーボネット（名古屋市港区）
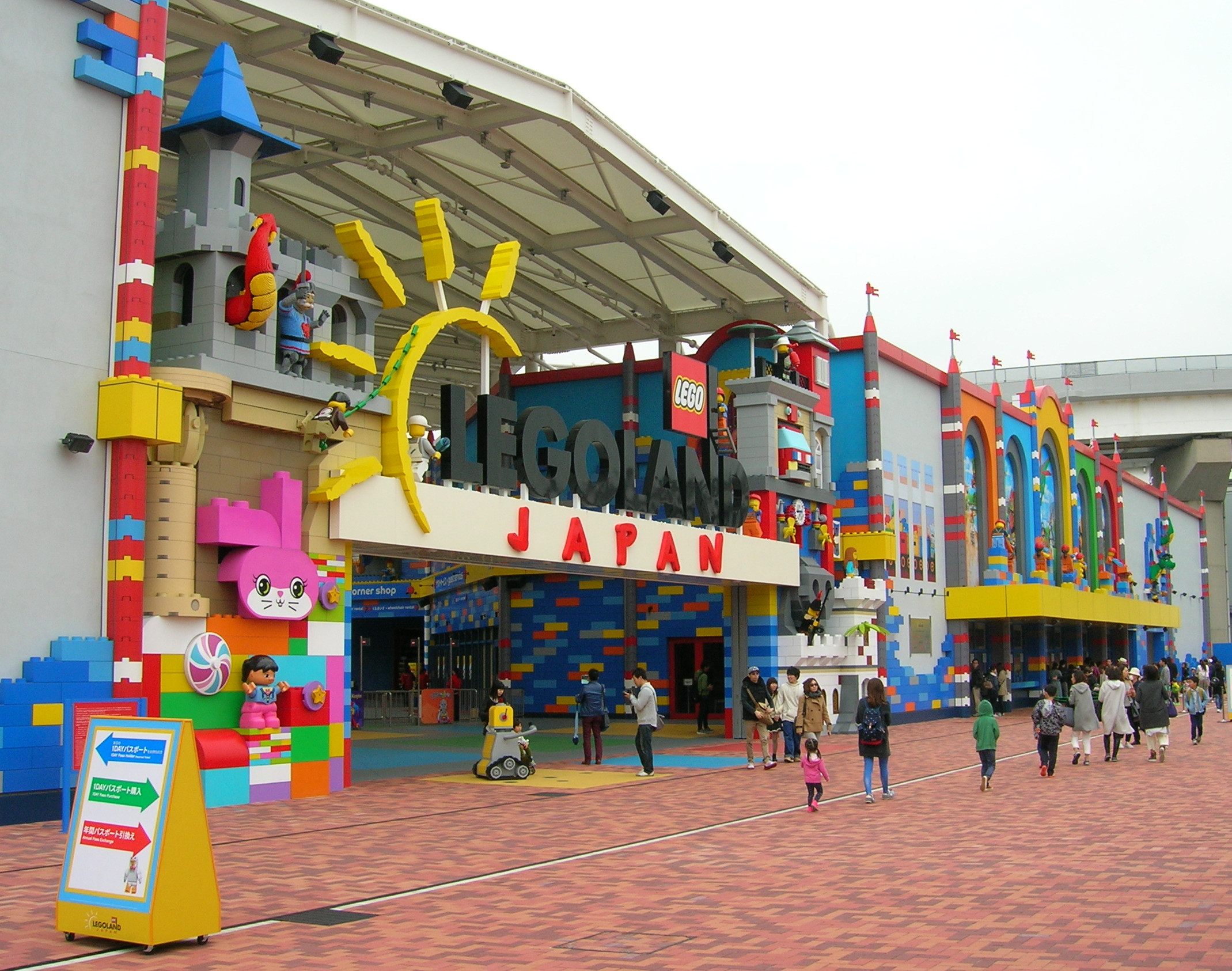
レゴランド・ジャパン（名古屋市港区）
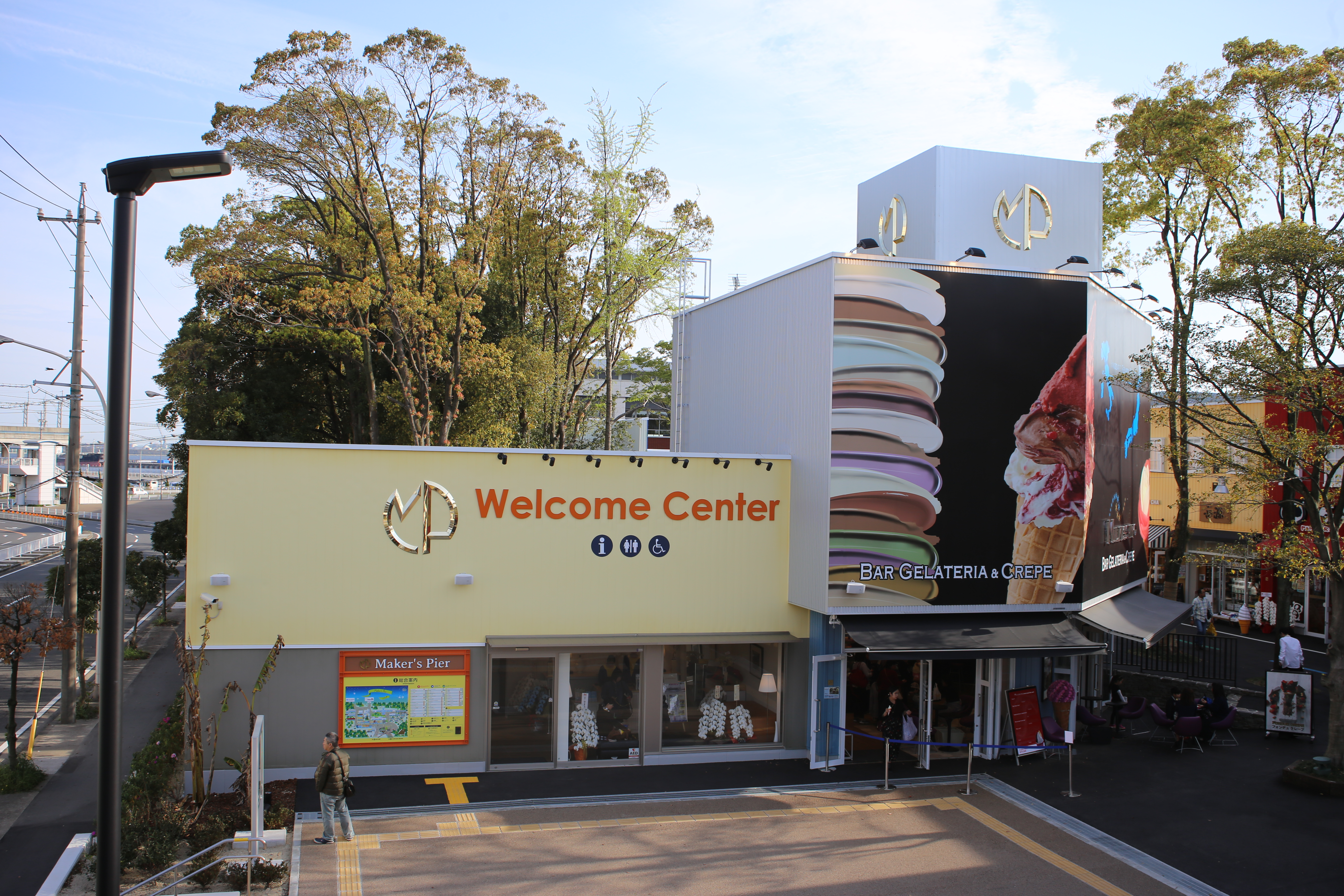
Maker's Pier（名古屋市港区）
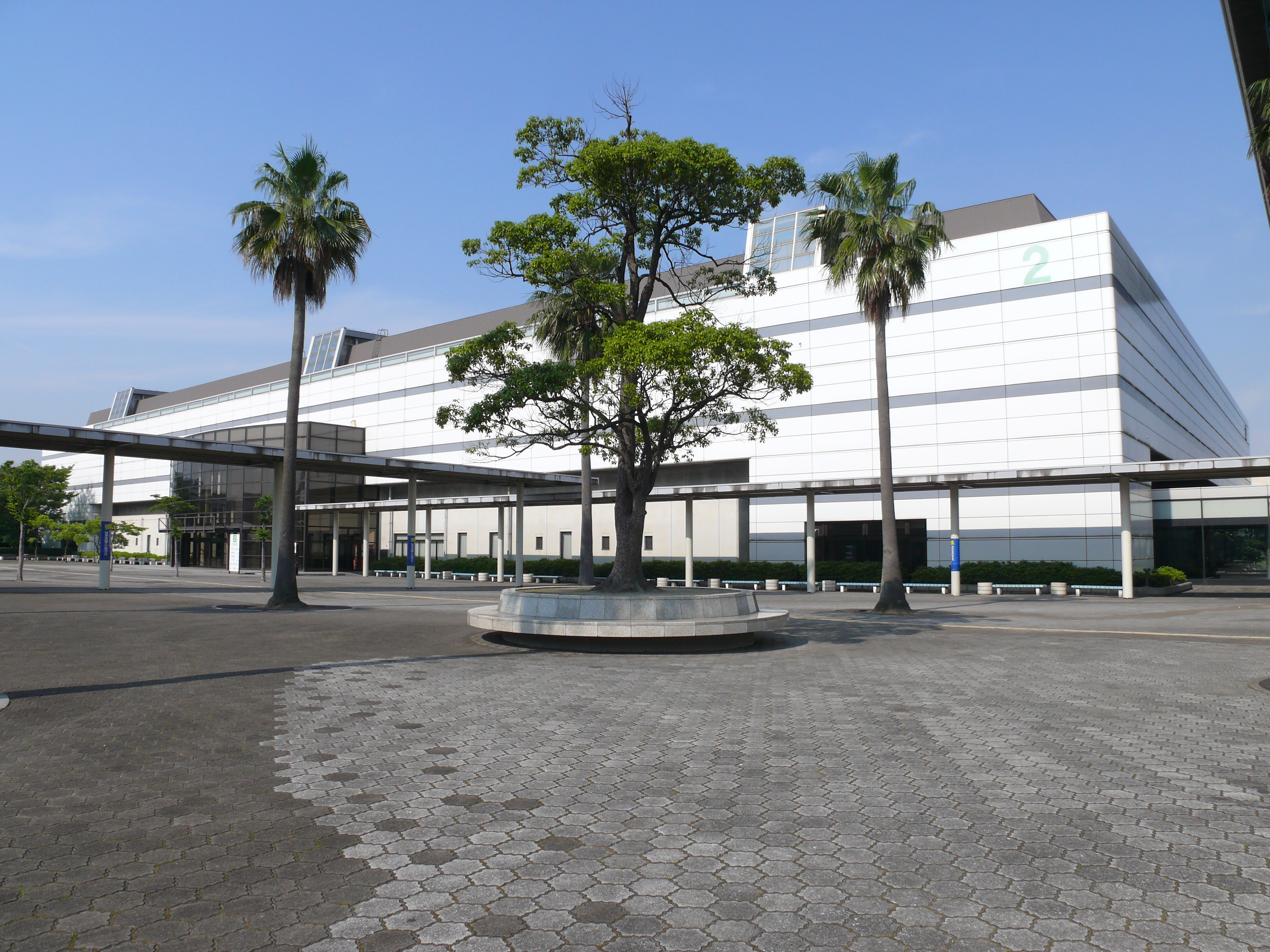
ポートメッセ名古屋（名古屋市港区）

#### 近畿地方

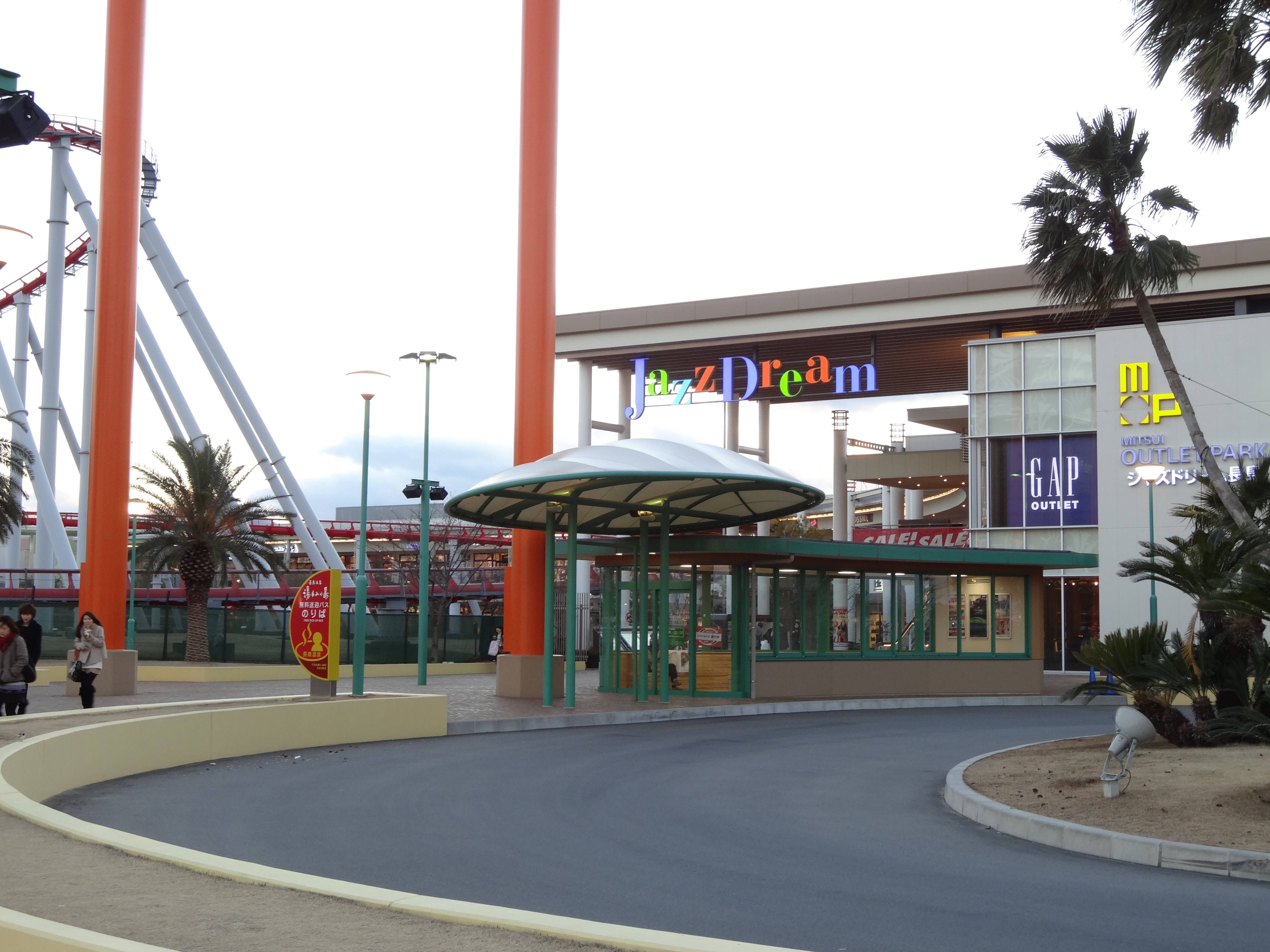
ナガシマスパーランド（桑名市）
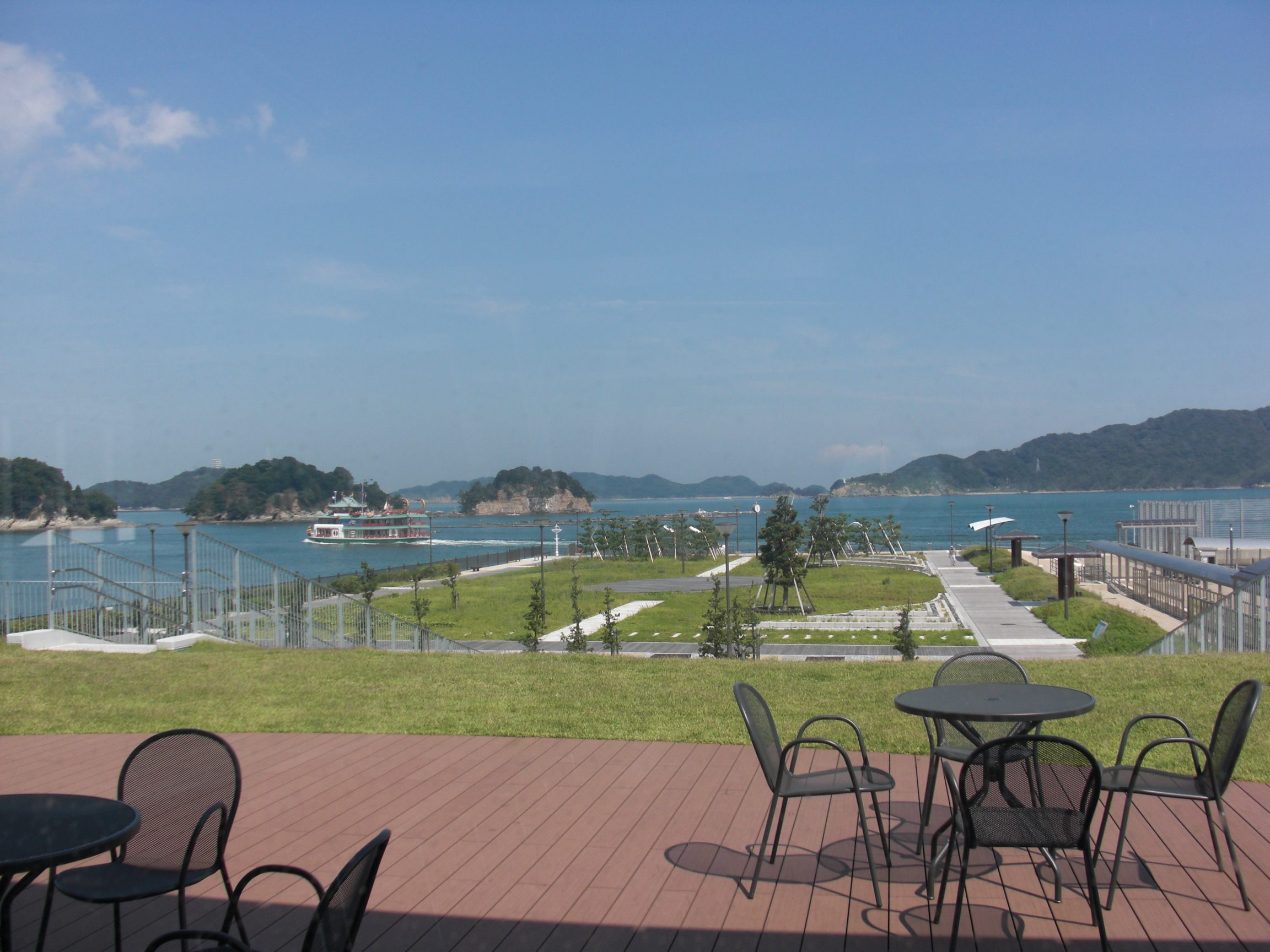
鳥羽マリンタウン21（鳥羽市）
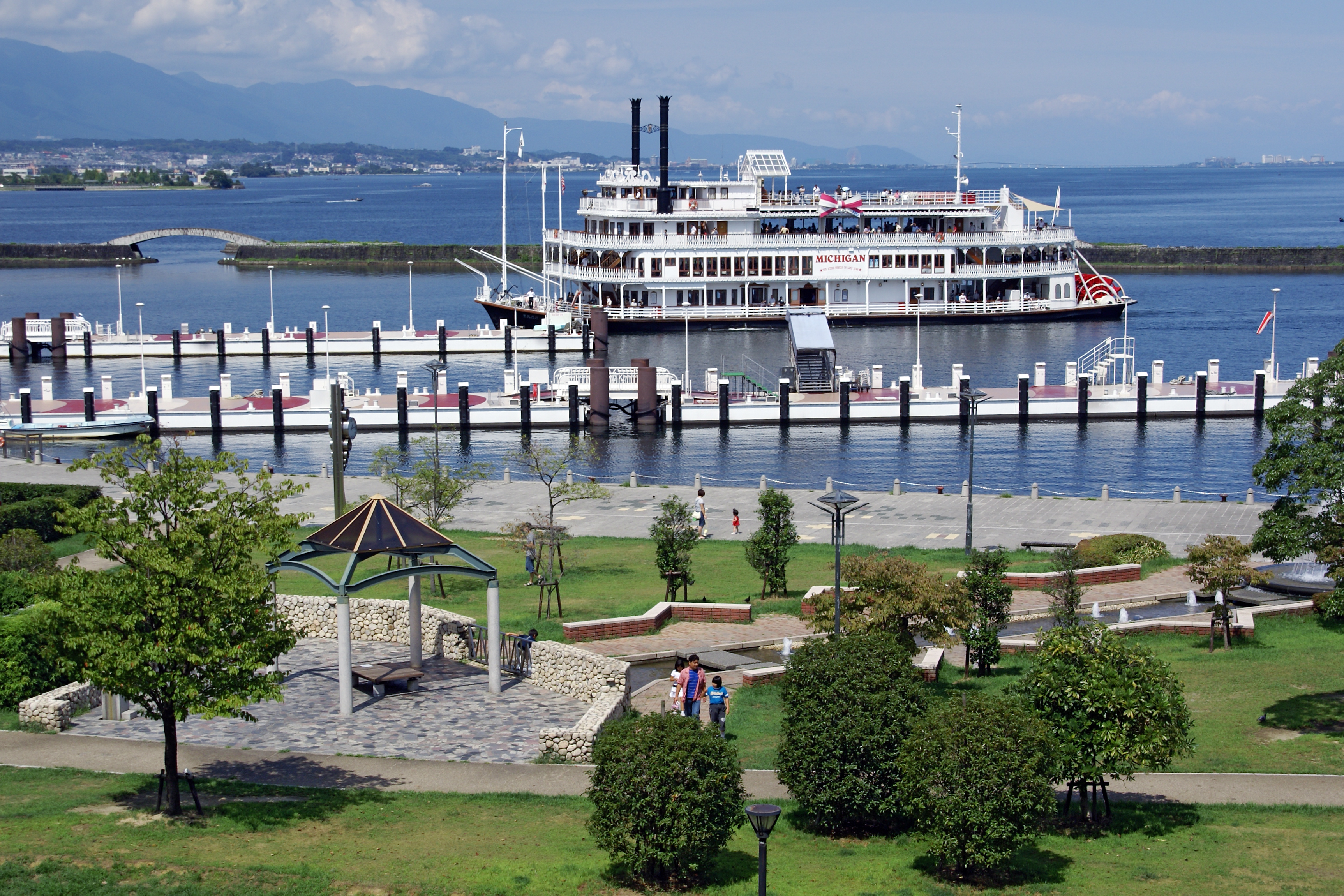
浜大津（大津市）
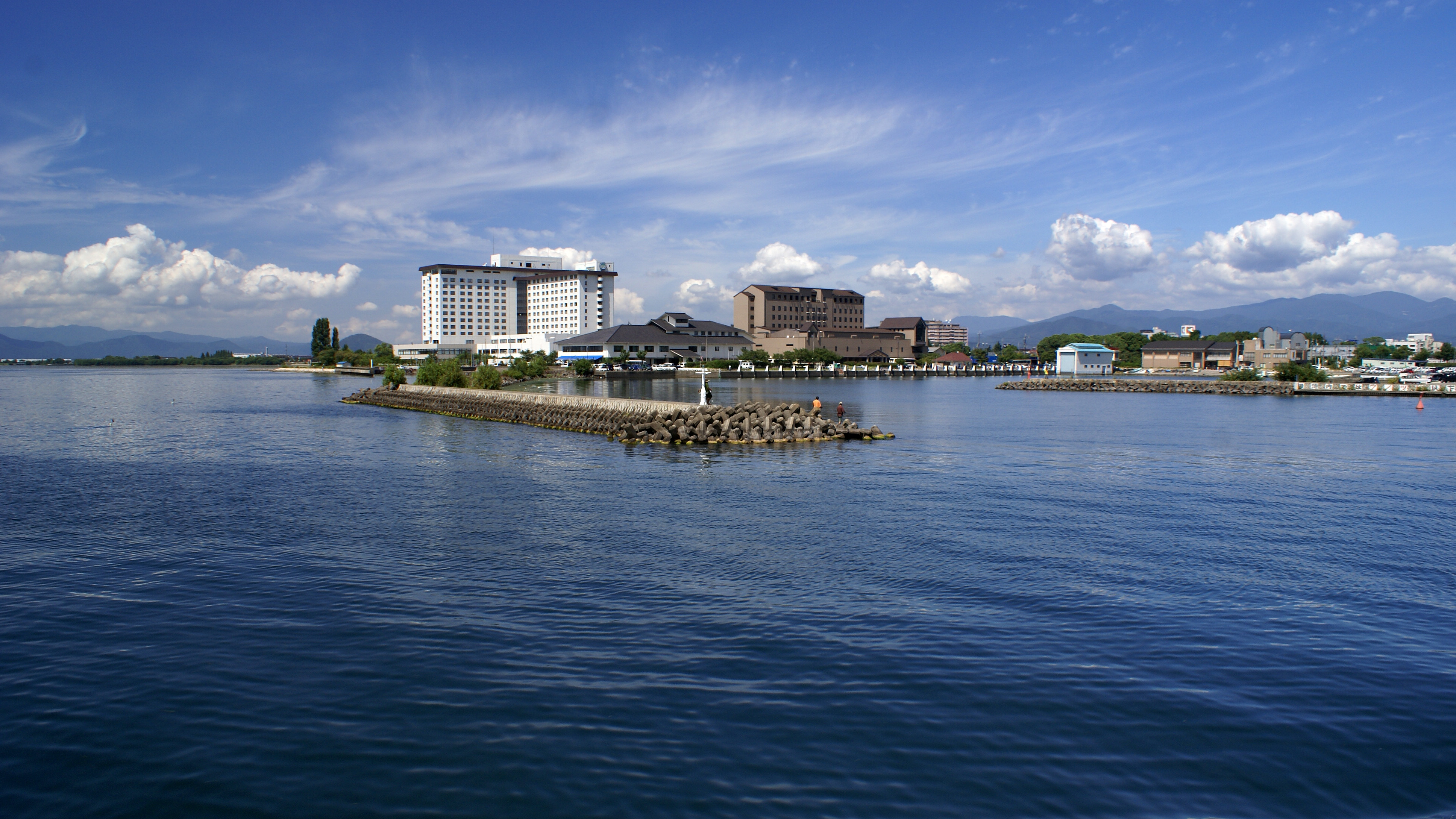
豊公園（長浜市）
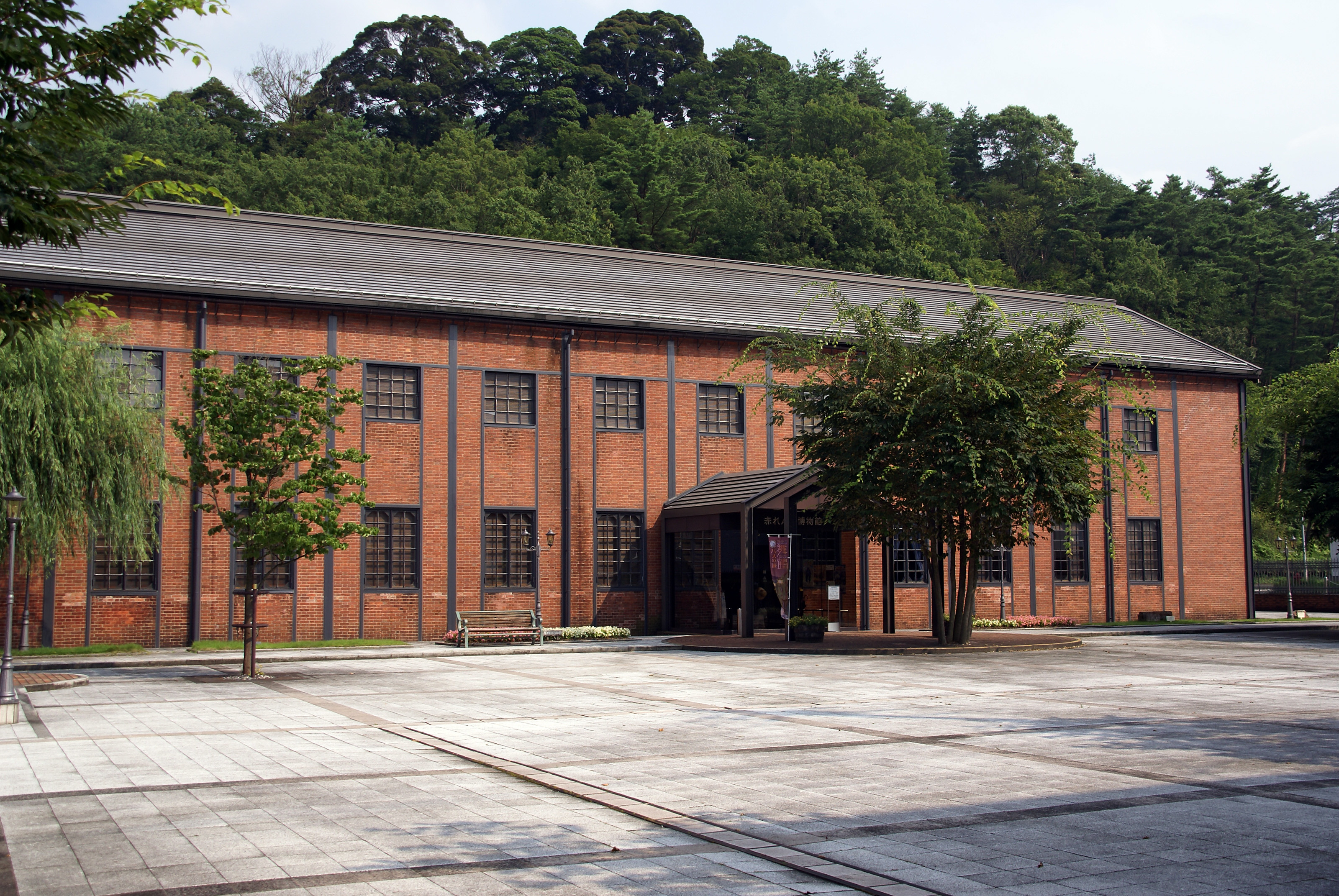
舞鶴赤レンガ倉庫群（舞鶴市）
ユニバーサル・スタジオ・ジャパン（大阪市此花区）
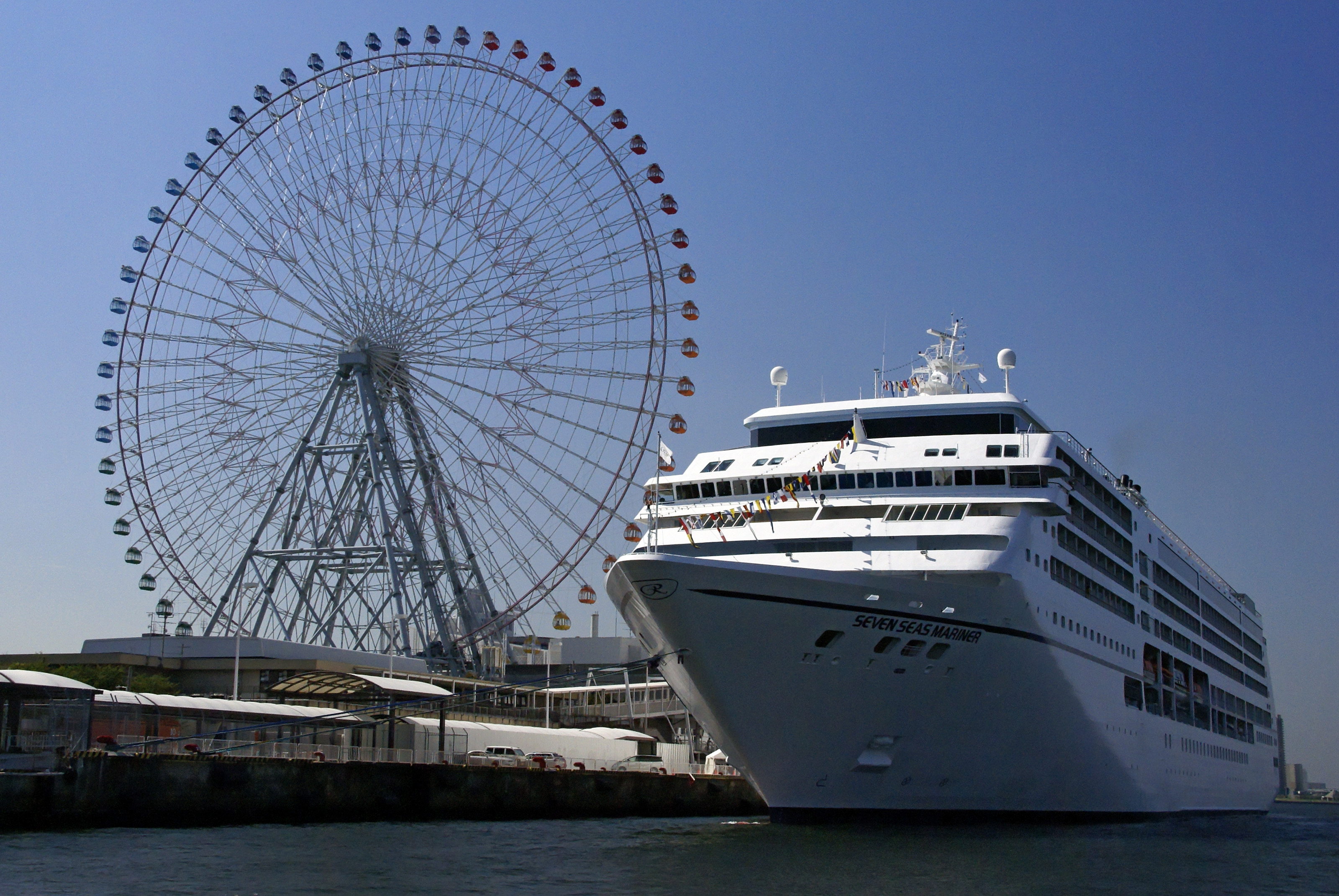
天保山ハーバービレッジ（大阪市港区）
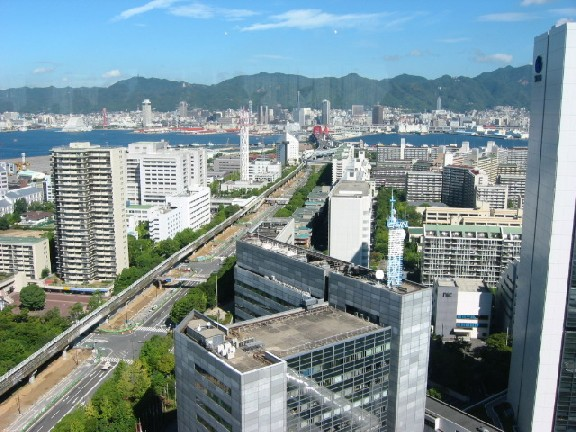
ポートアイランド（神戸市中央区）
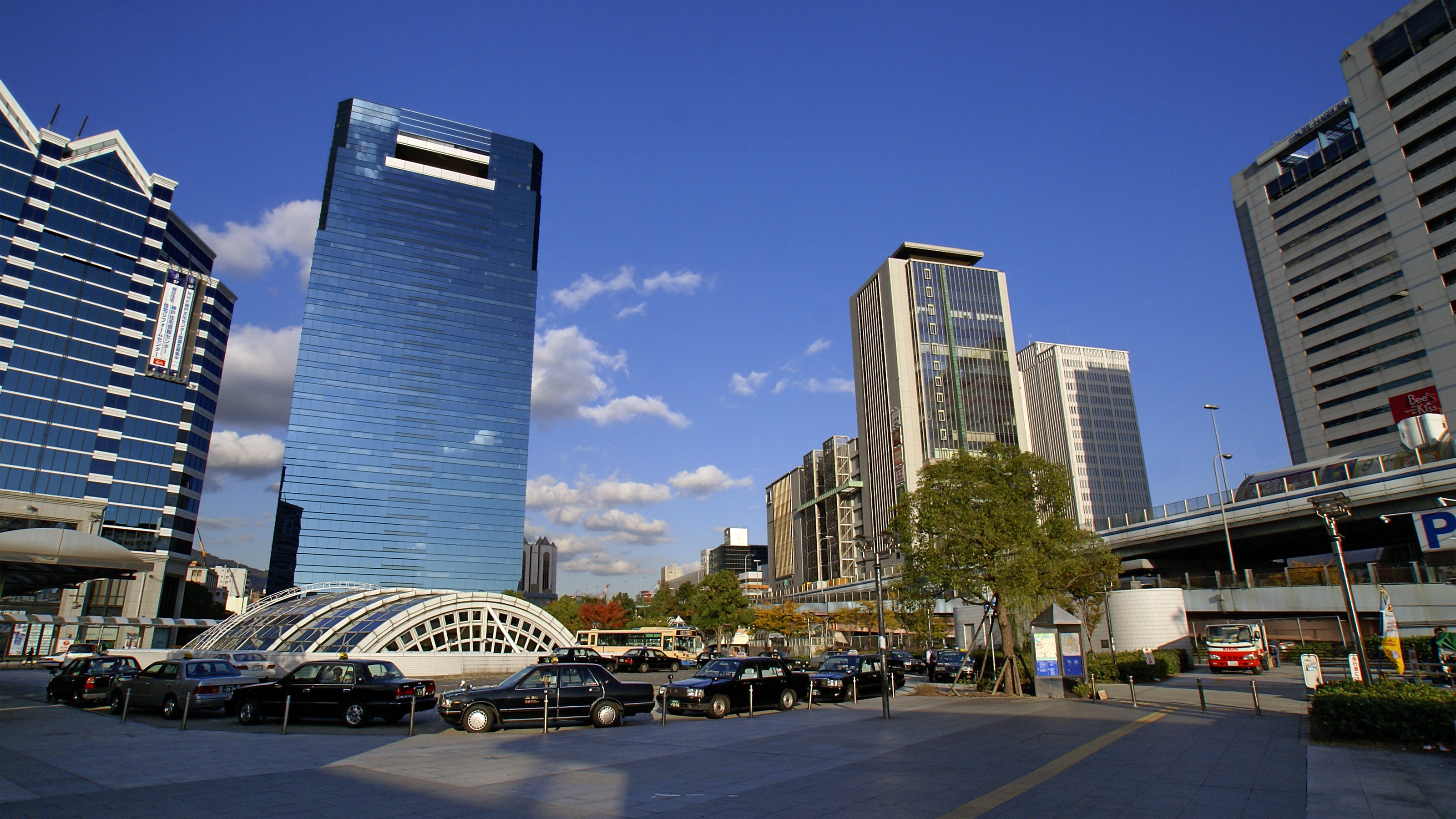
神戸ハーバーランド（神戸市中央区）
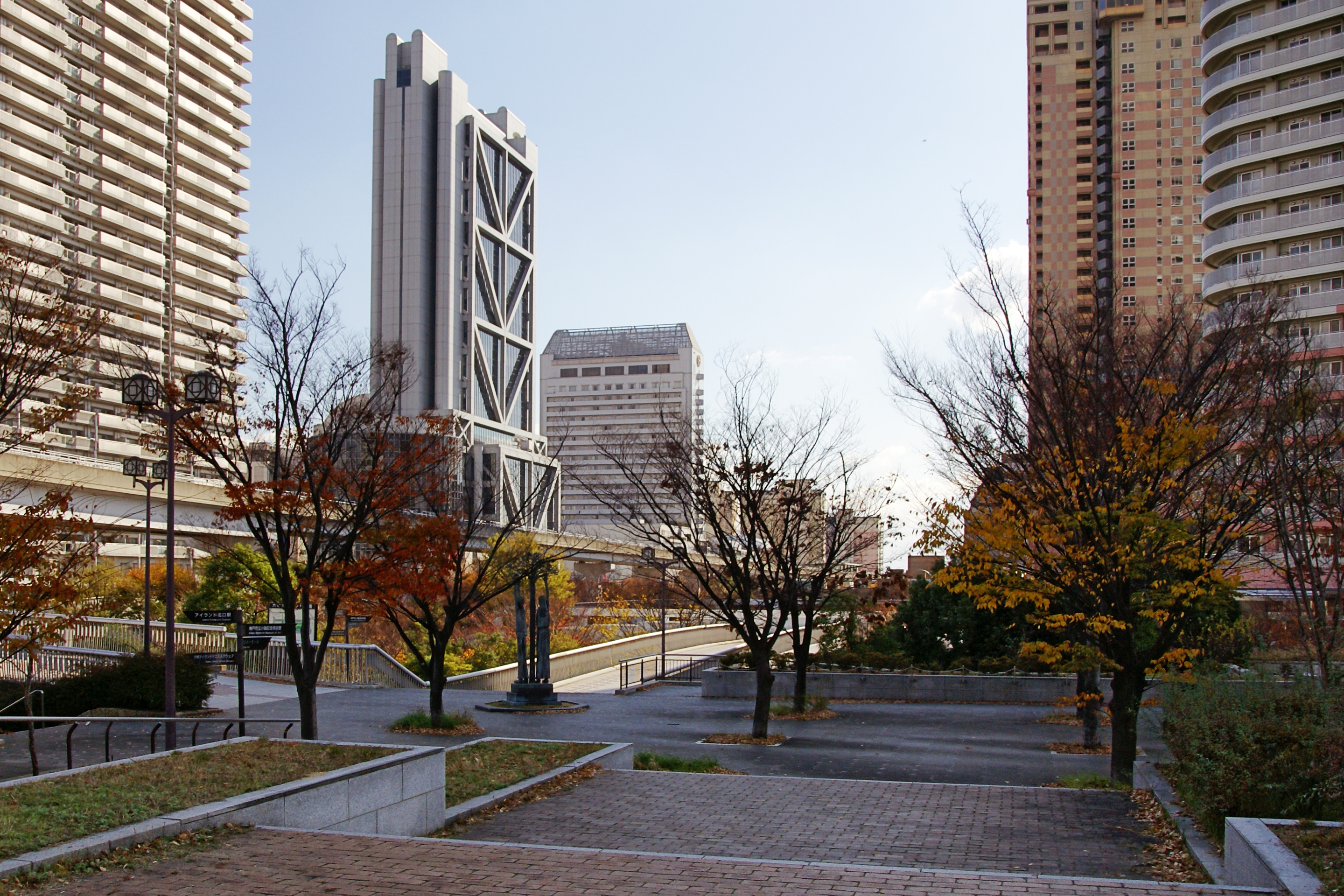
六甲アイランド（神戸市東灘区）
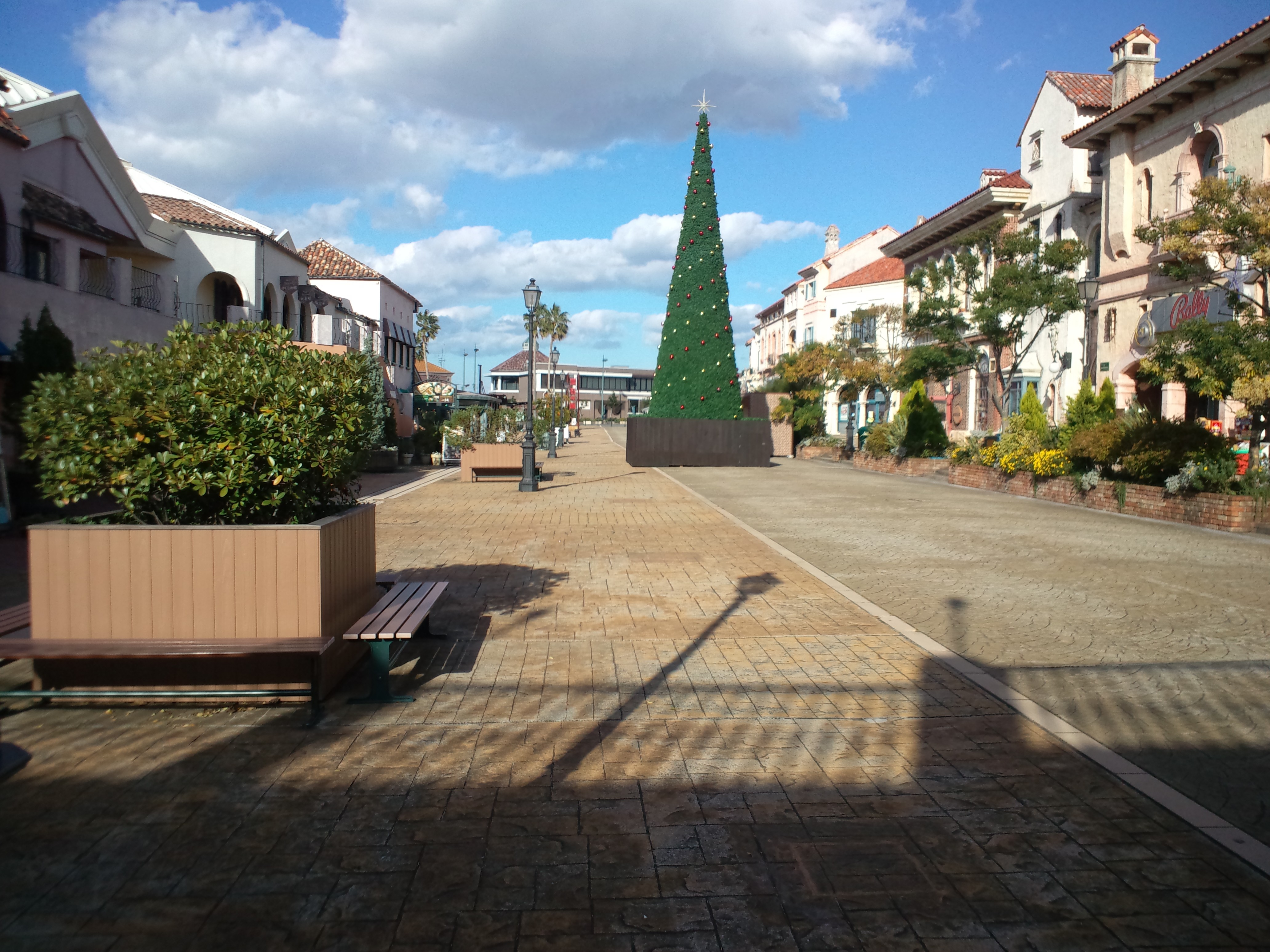
和歌山マリーナシティ（和歌山市）

#### 中国地方

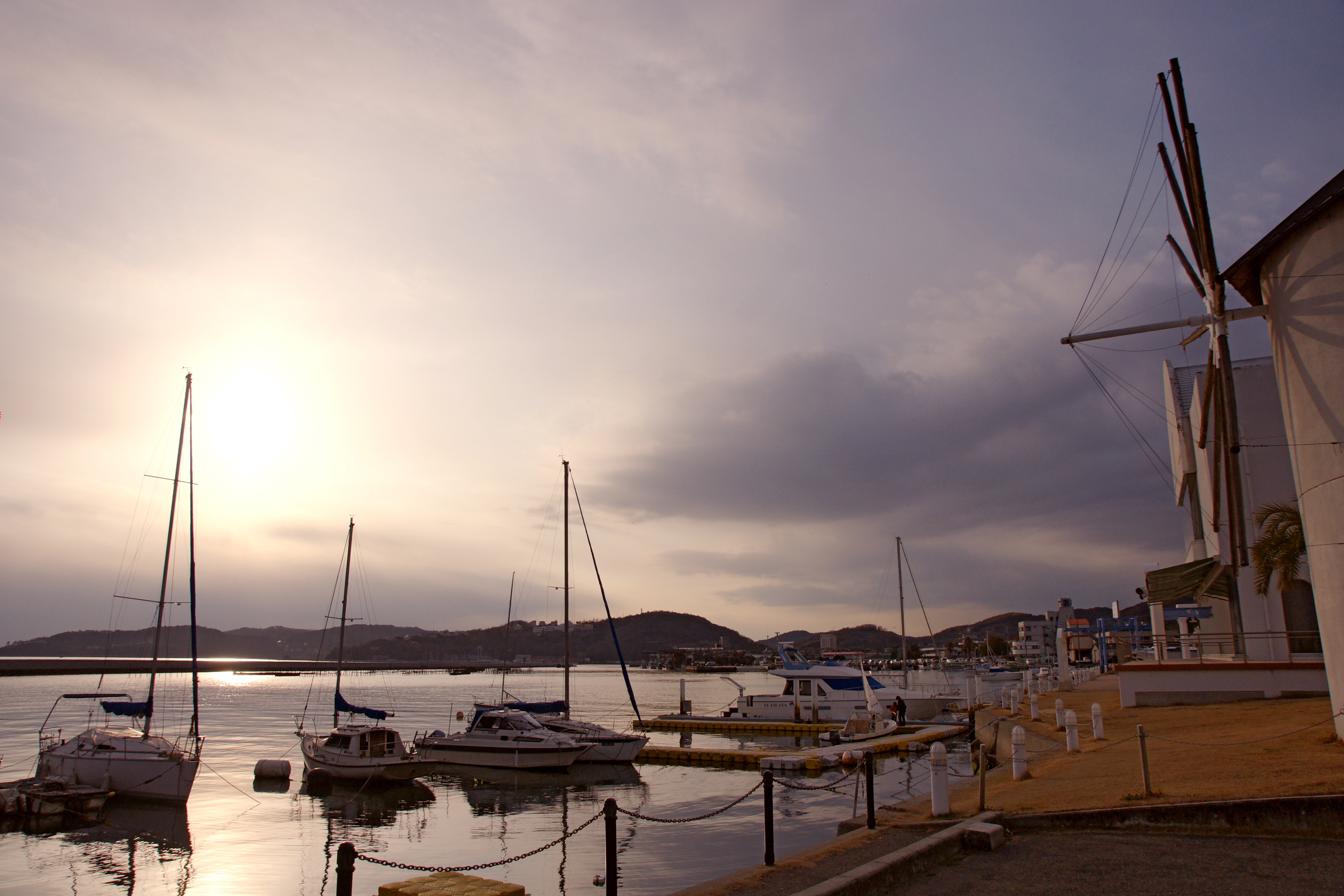
牛窓ヨットハーバー（瀬戸内市）
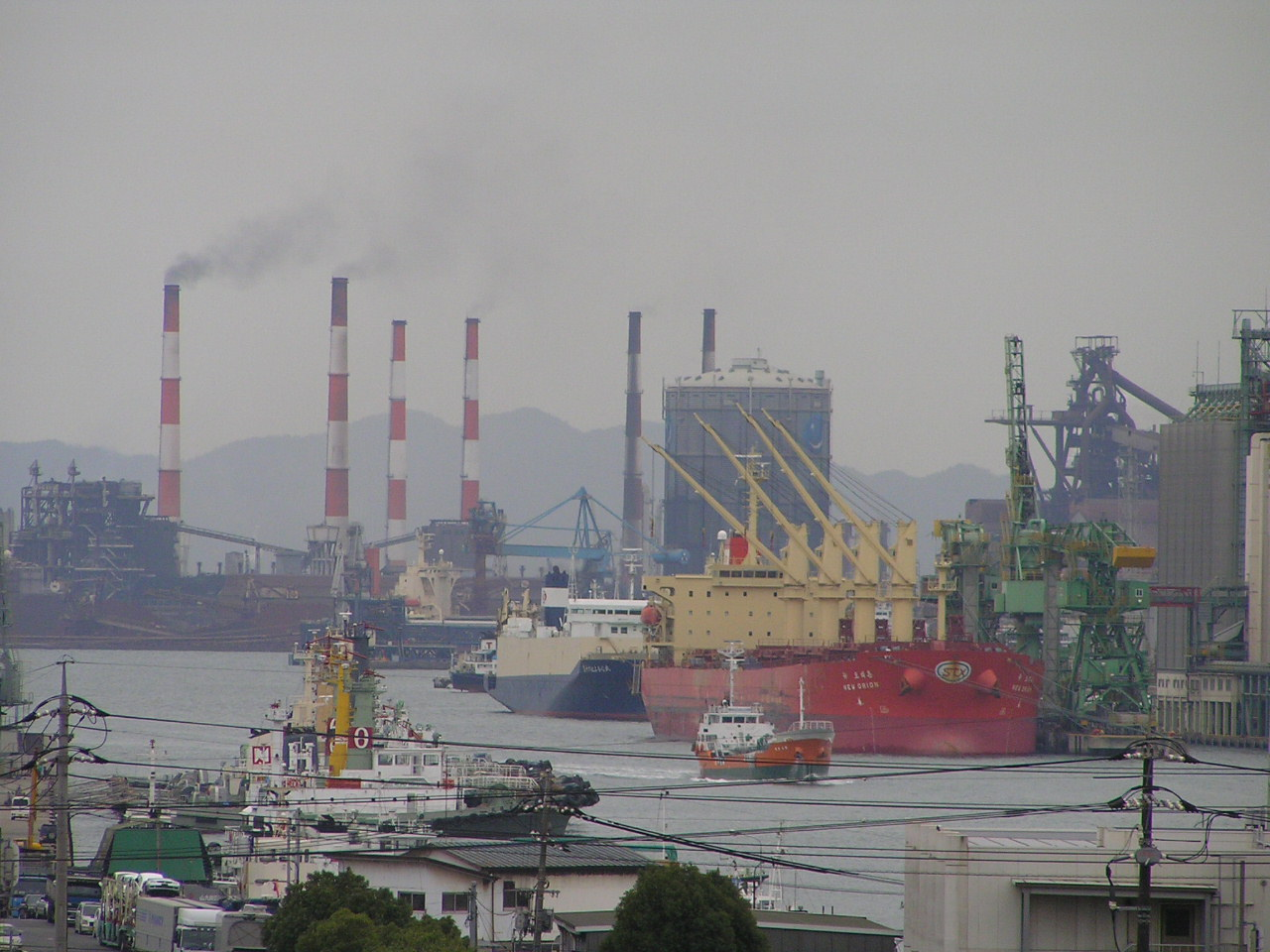
水島港（倉敷市）
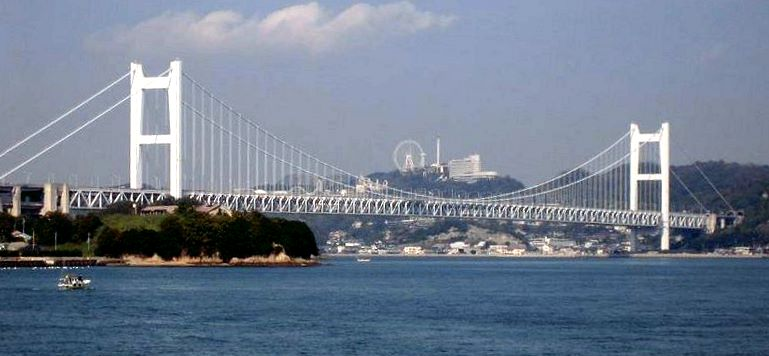
玉島ハーバーアイランドと瀬戸大橋（倉敷市）
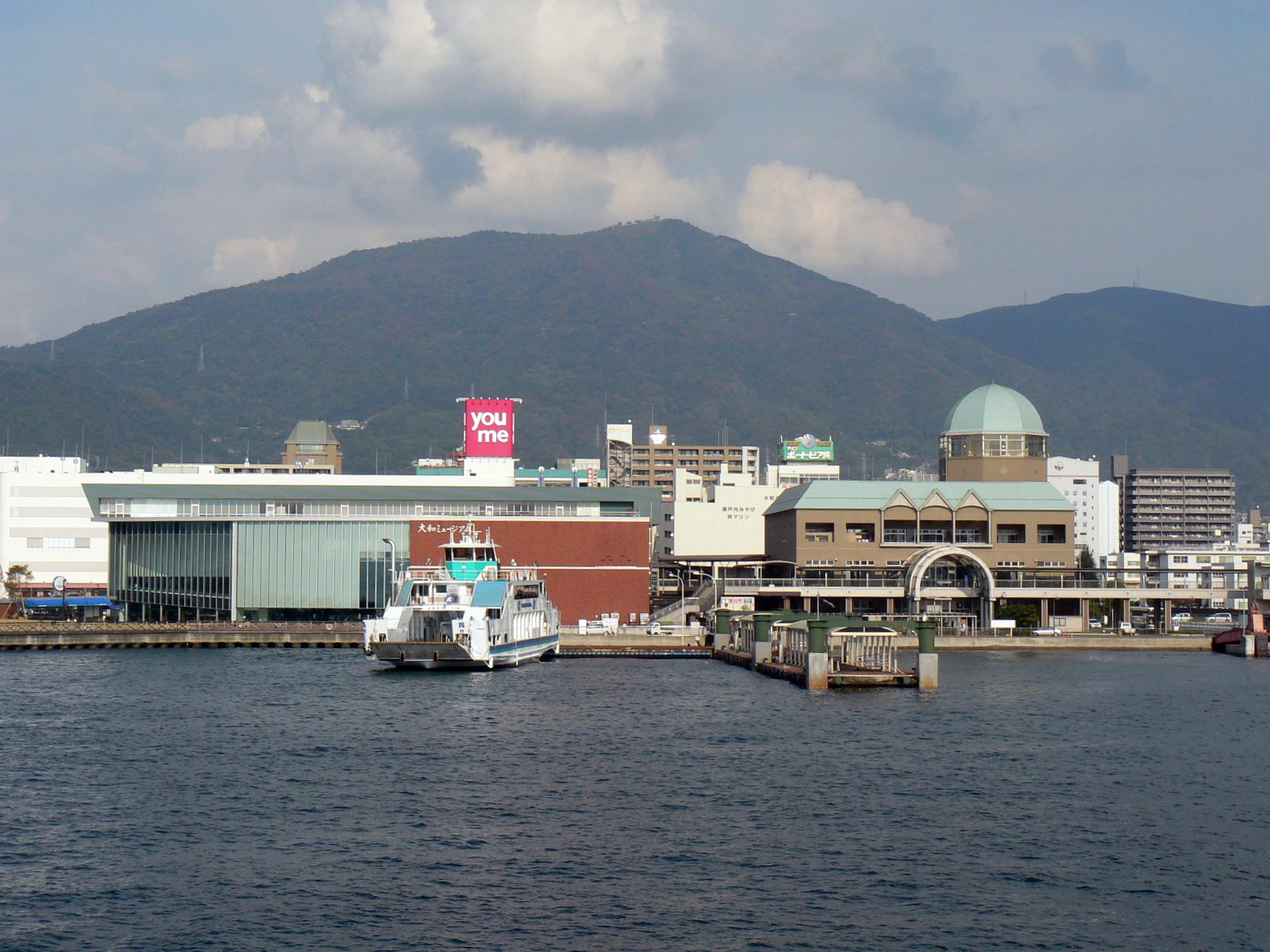
呉中央桟橋（呉市）
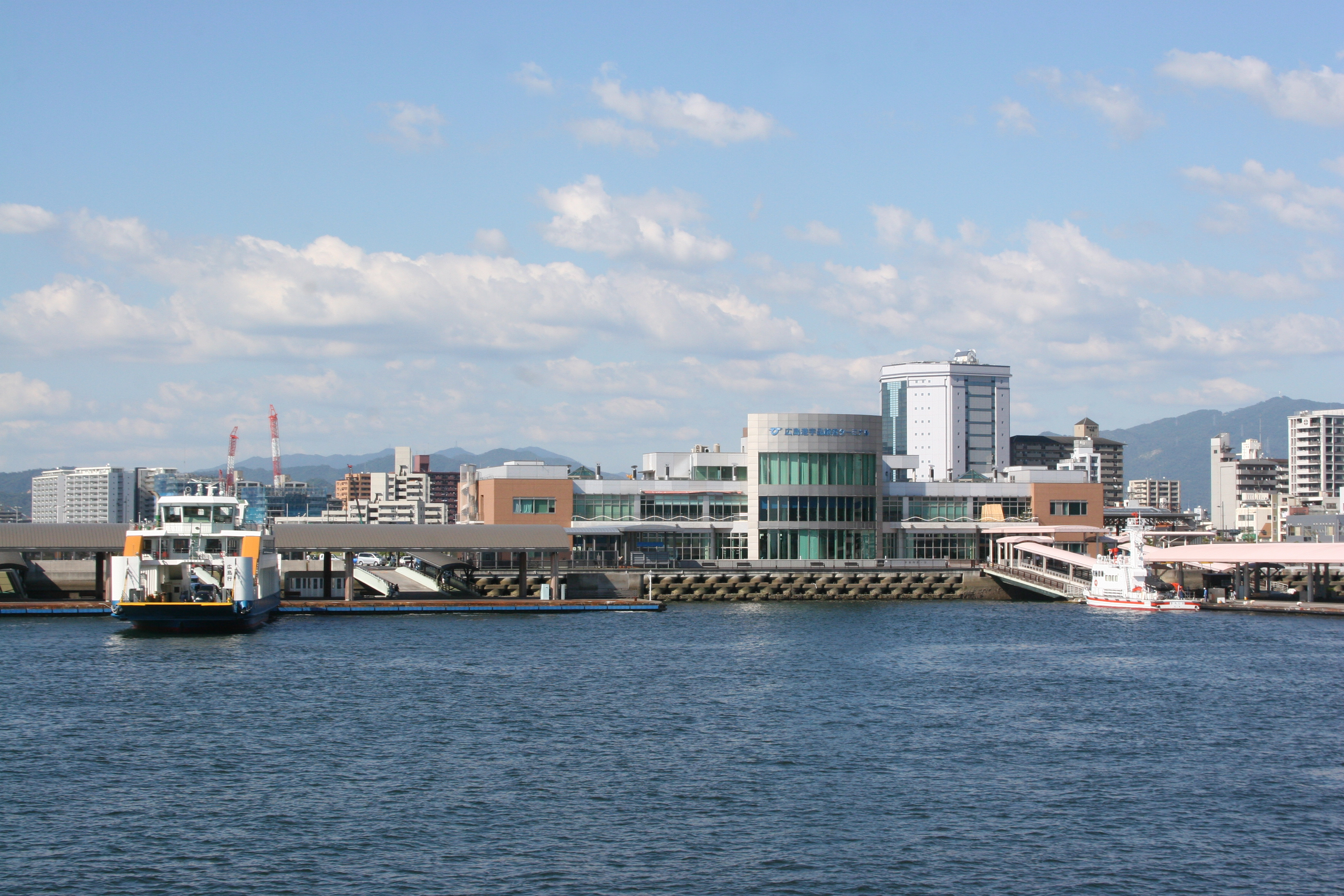
みなとオアシス広島（広島市南区）
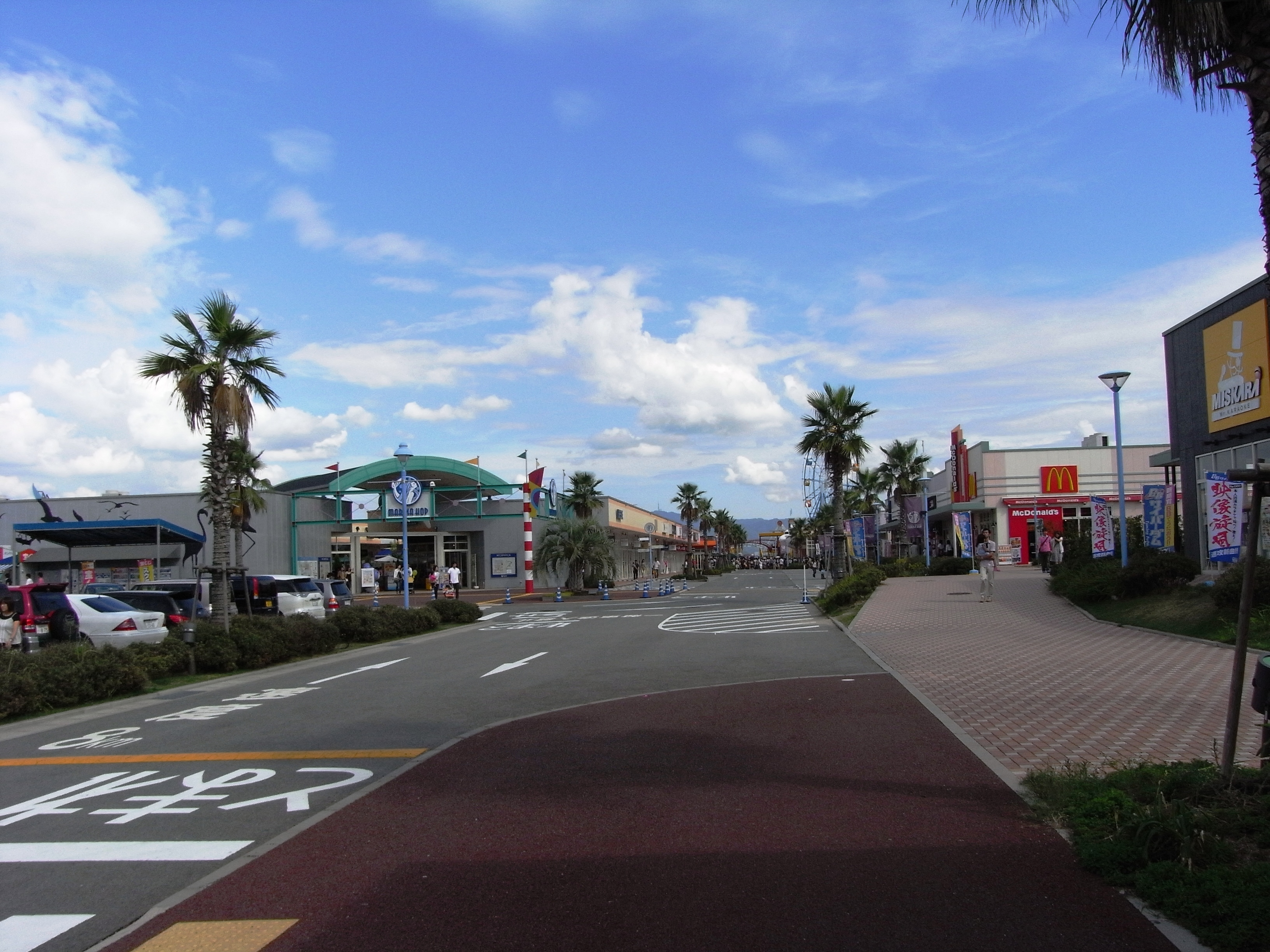
広島観音マリーナ（広島市西区）
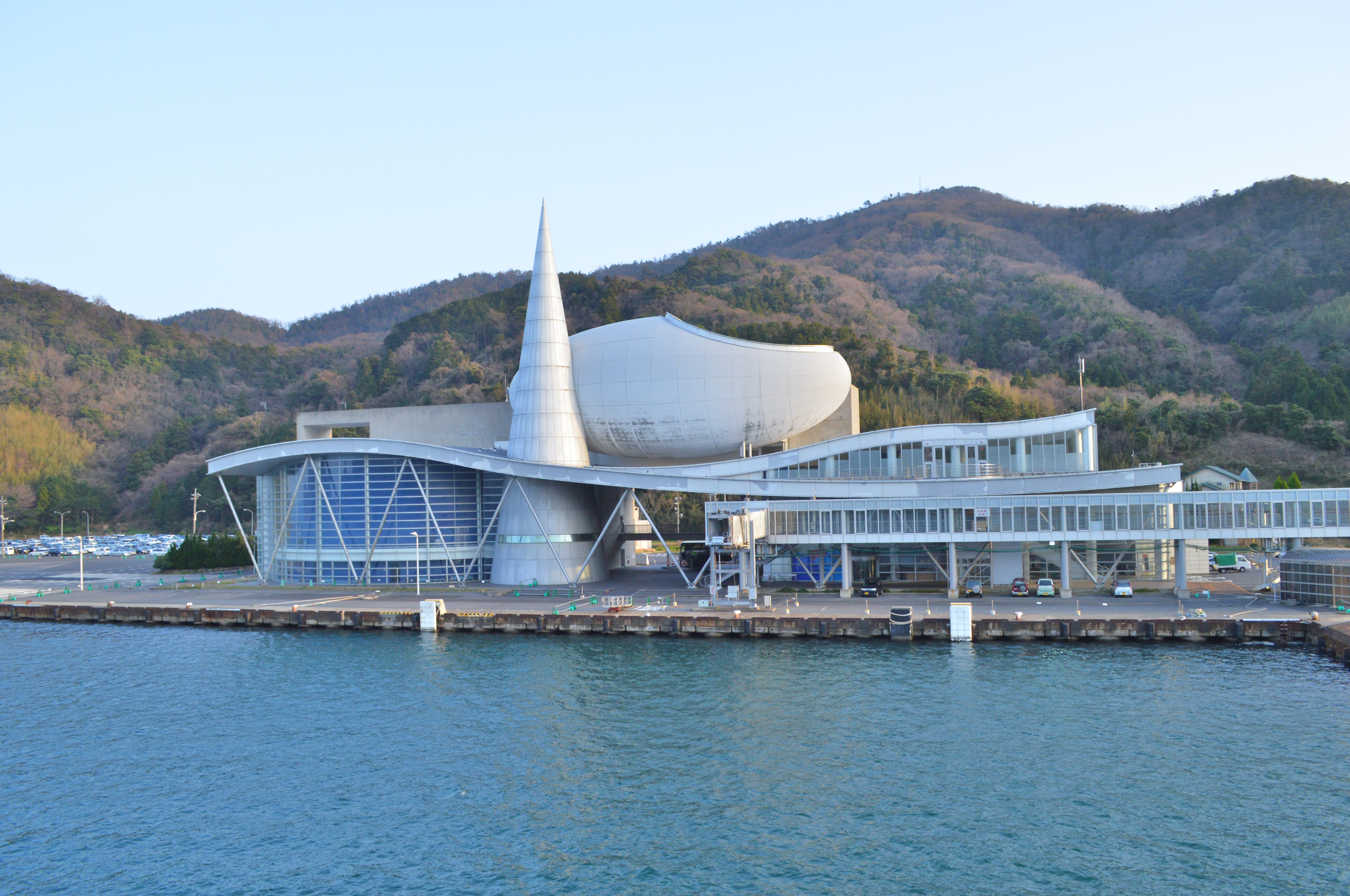
七類港メテオプラザ（松江市）

#### 四国地方

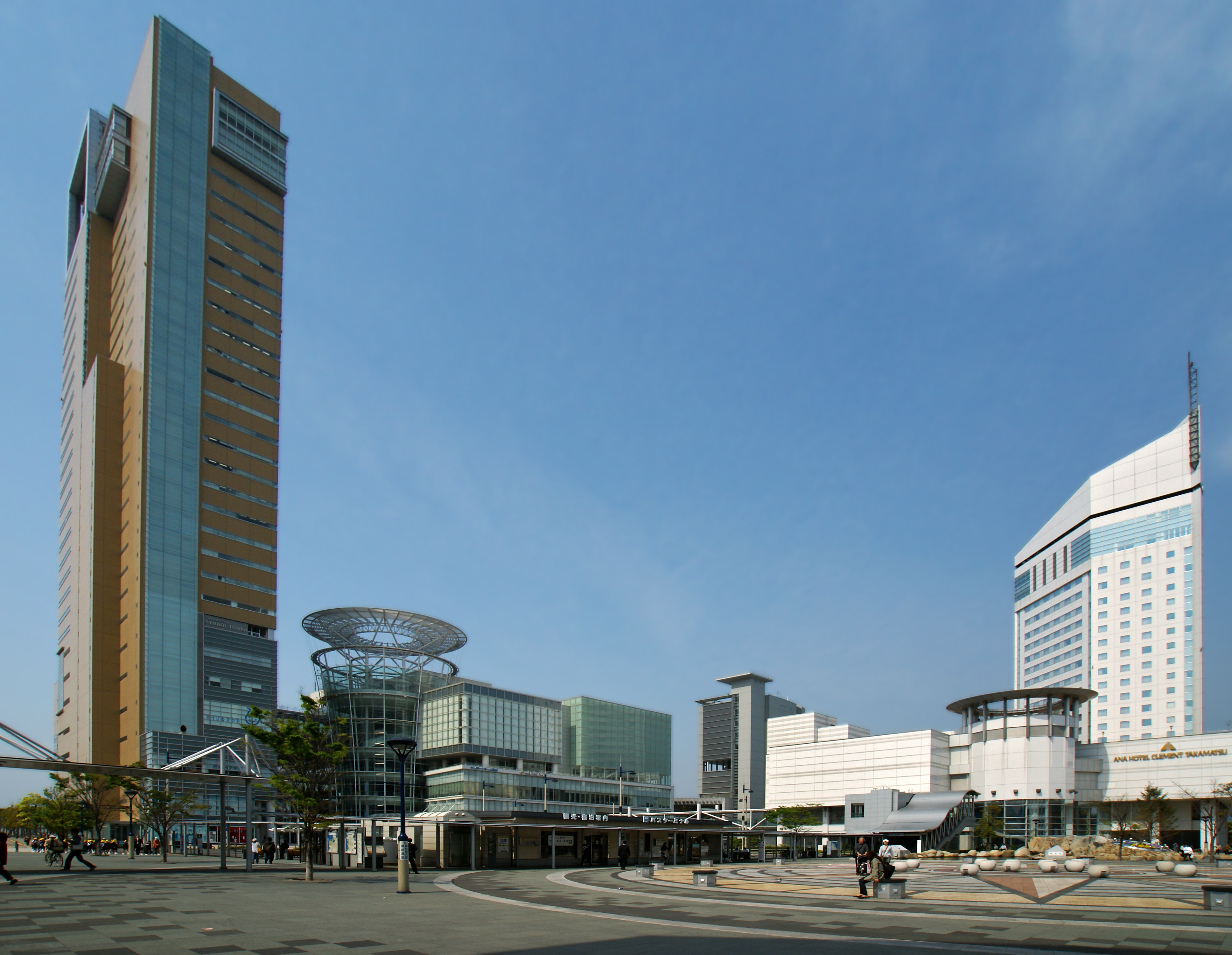
サンポート高松（高松市）

#### 九州地方

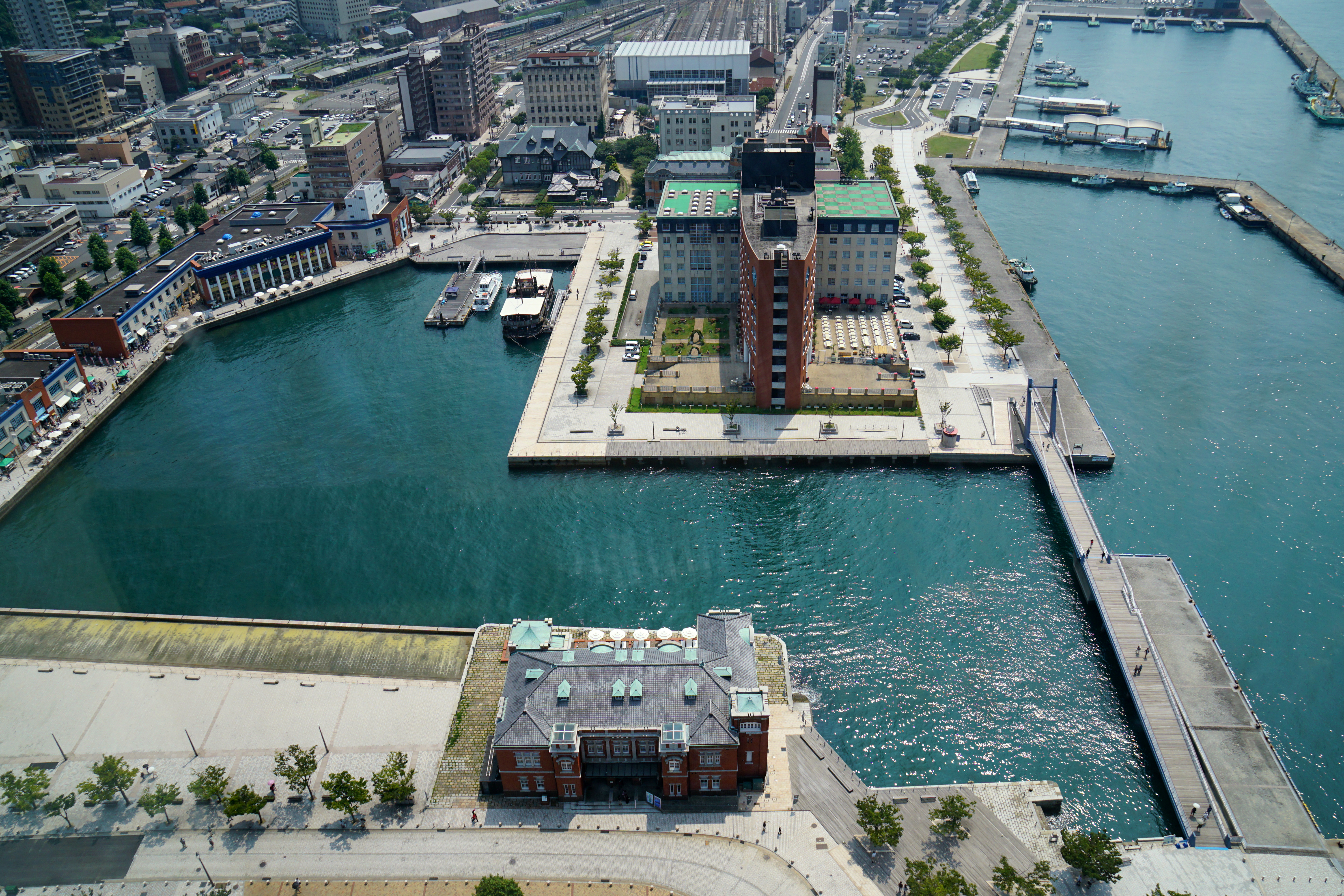
門司港レトロ（北九州市門司区）
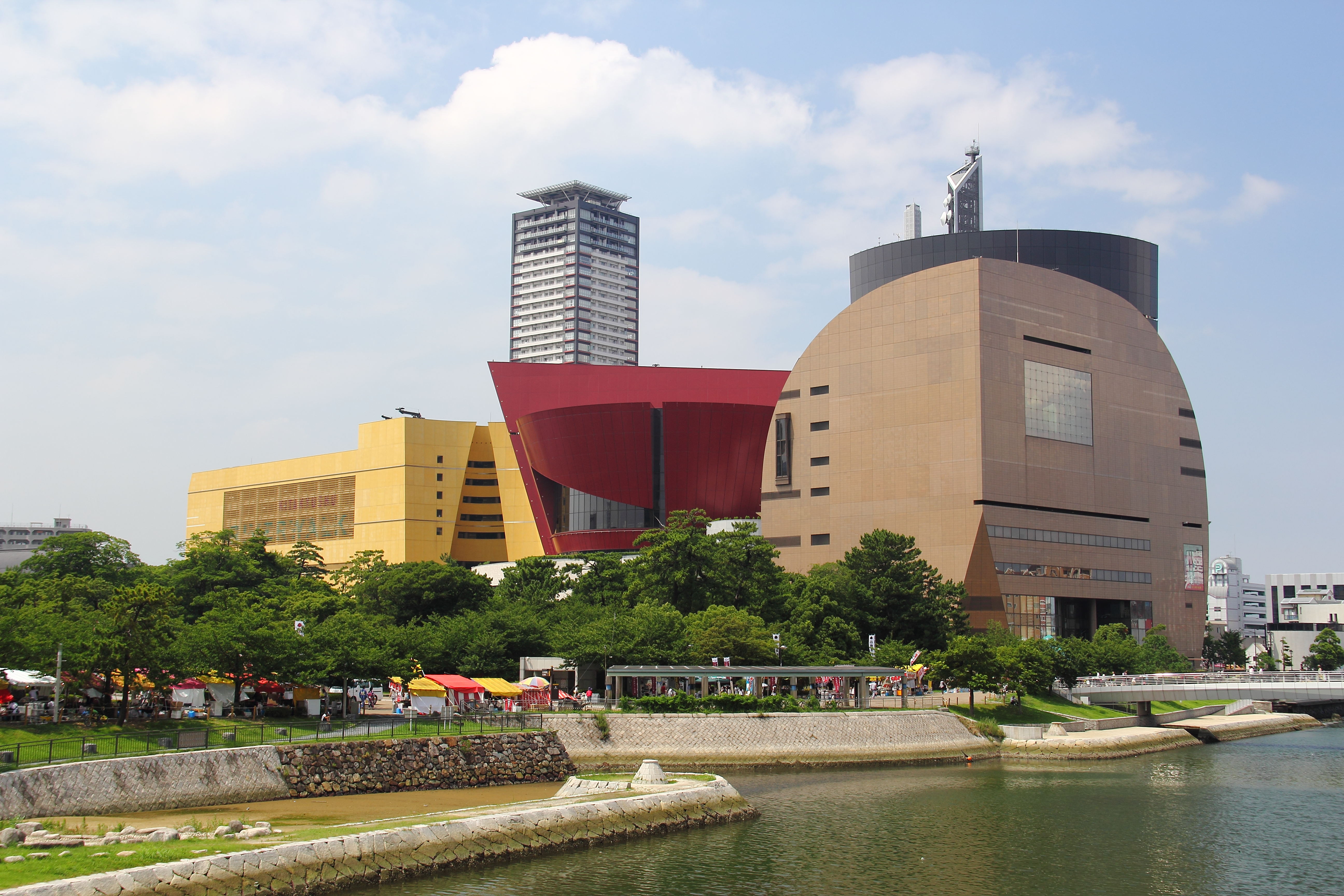
リバーウォーク北九州（北九州市小倉北区）
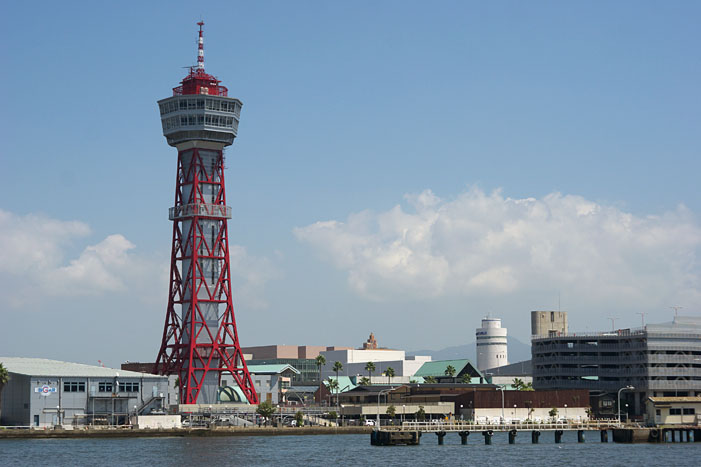
ベイサイドプレイス博多（福岡市博多区）
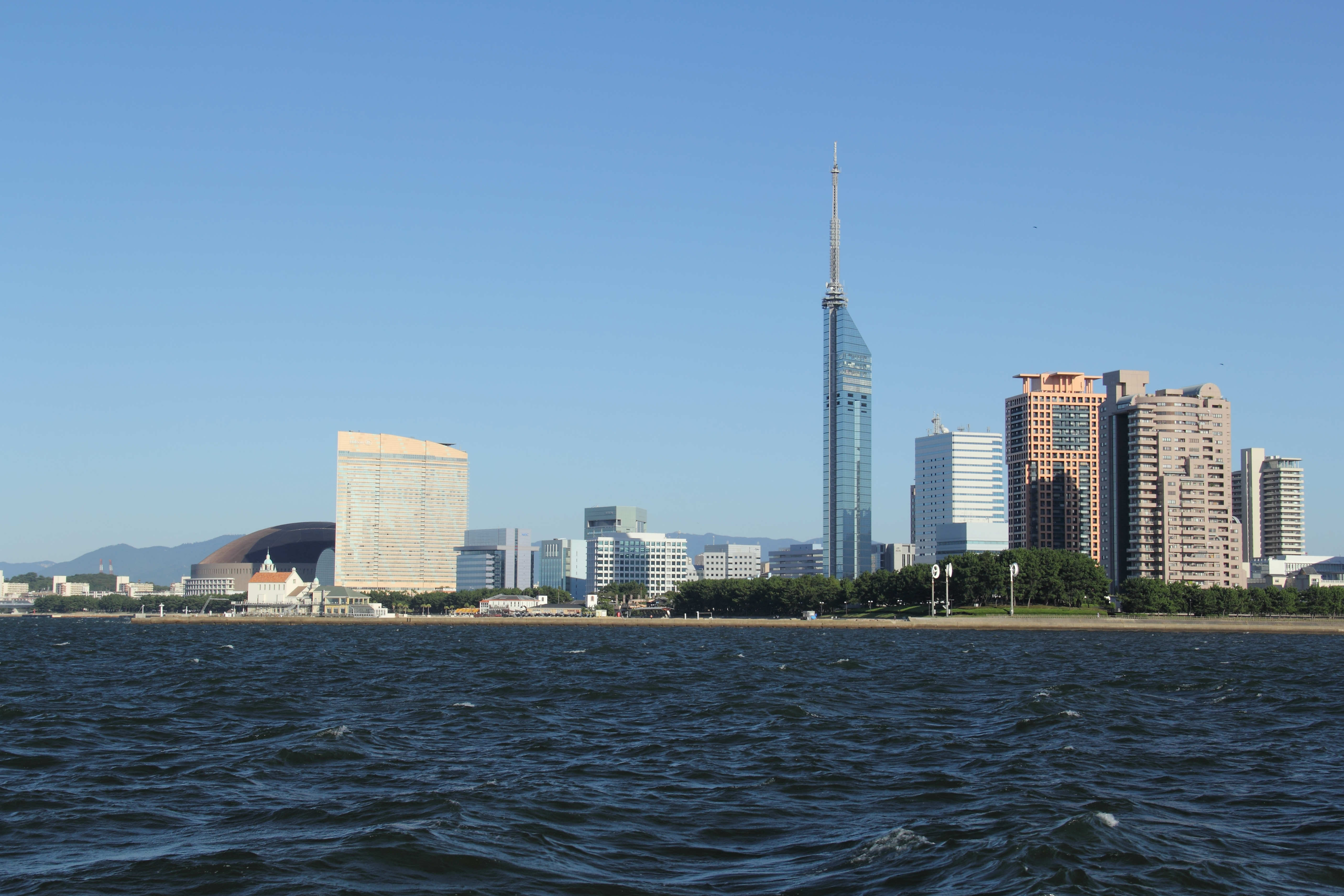
シーサイドももち（福岡市早良区）
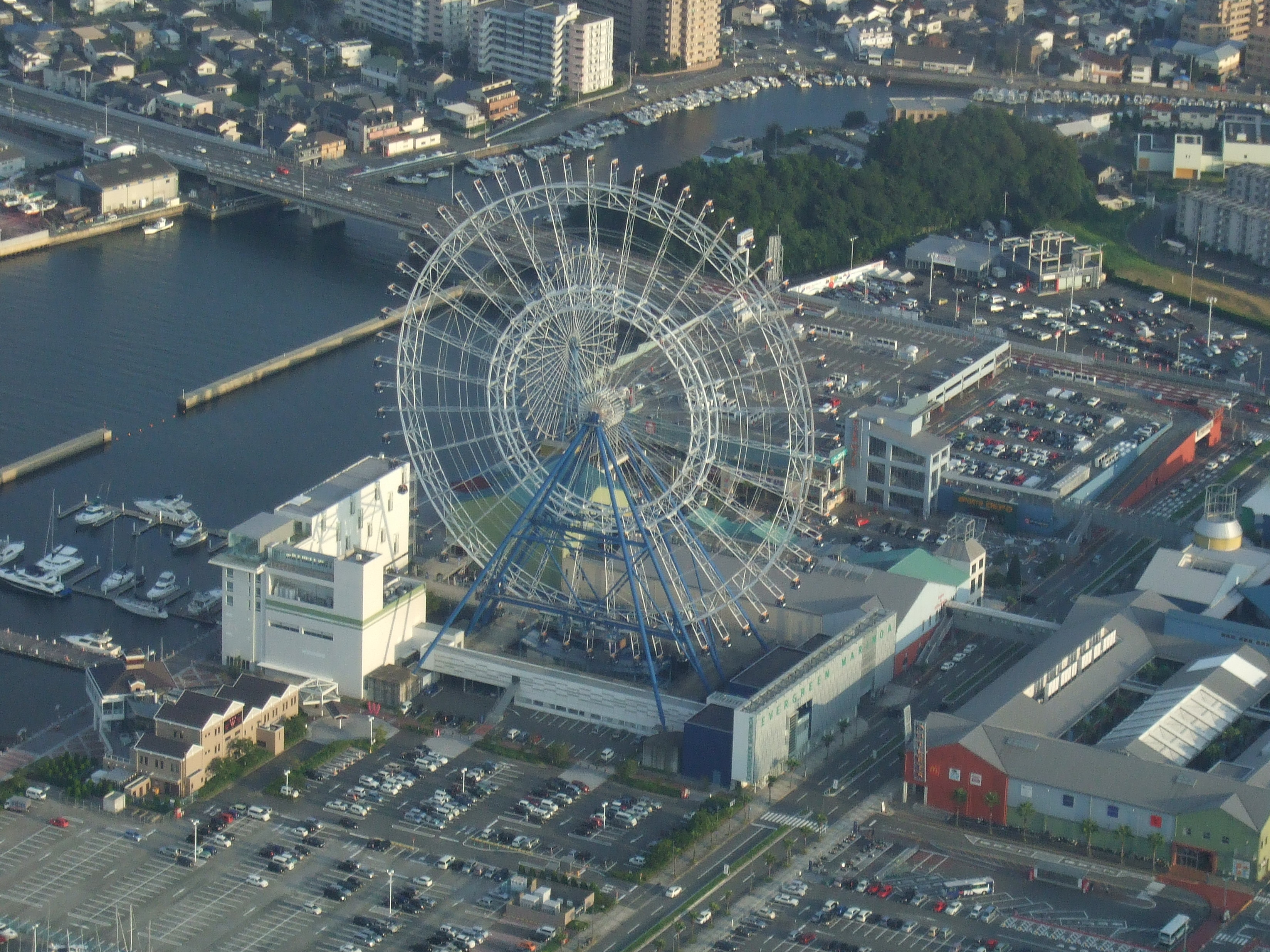
マリノアシティ福岡（福岡市西区）
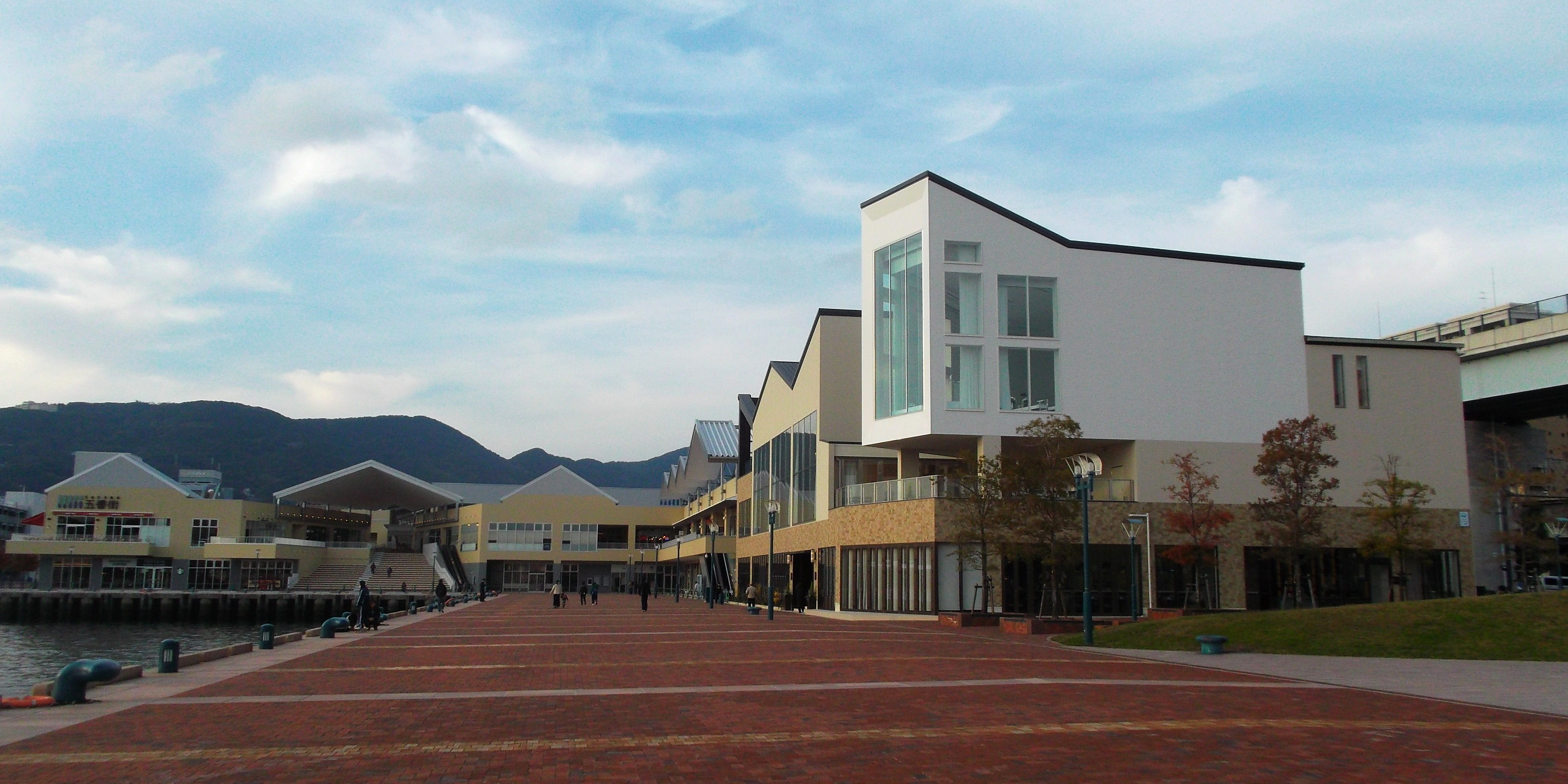
させぼ五番街（佐世保市）
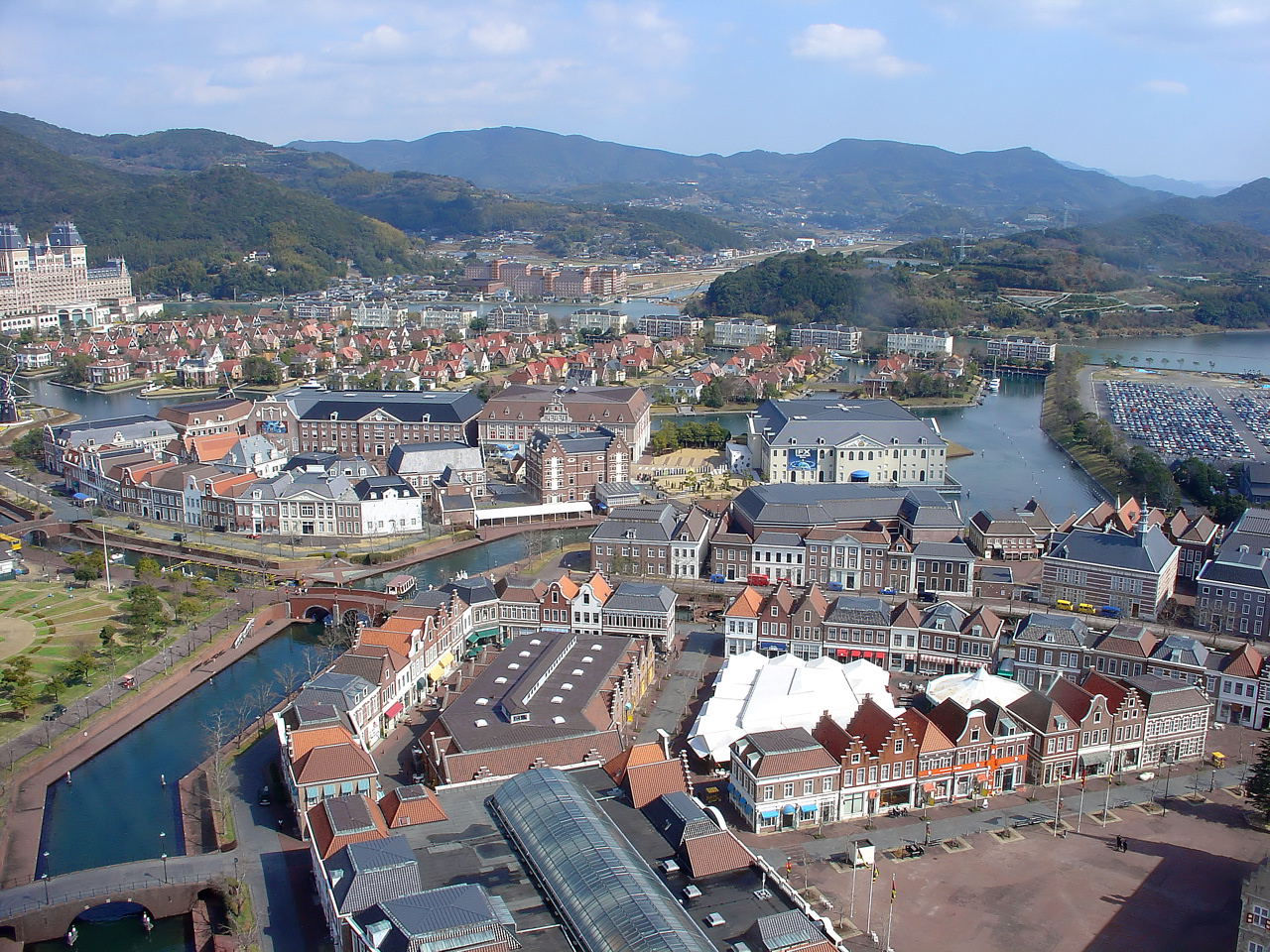
ハウステンボス（佐世保市）
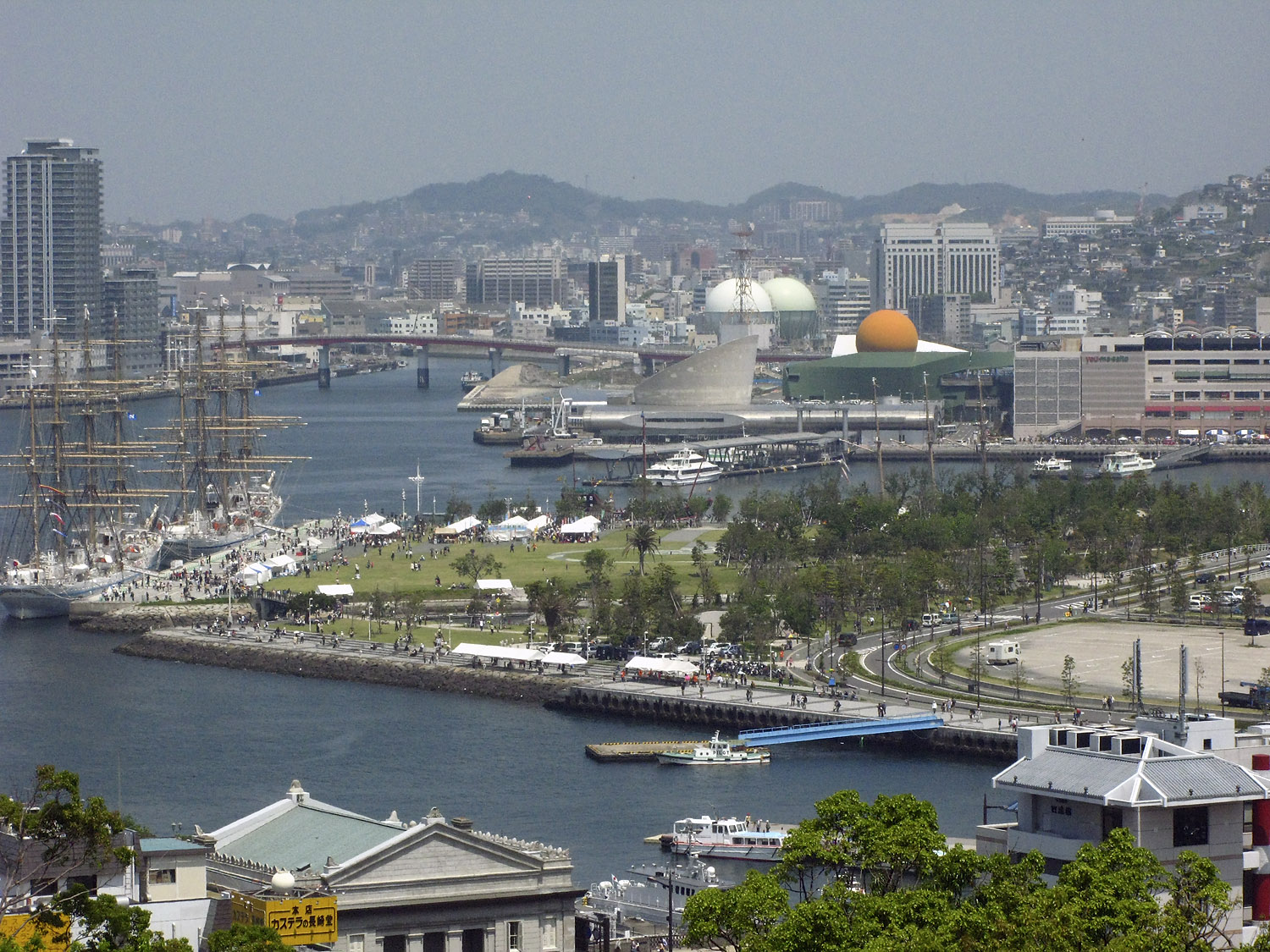
長崎水辺の森公園（長崎市）
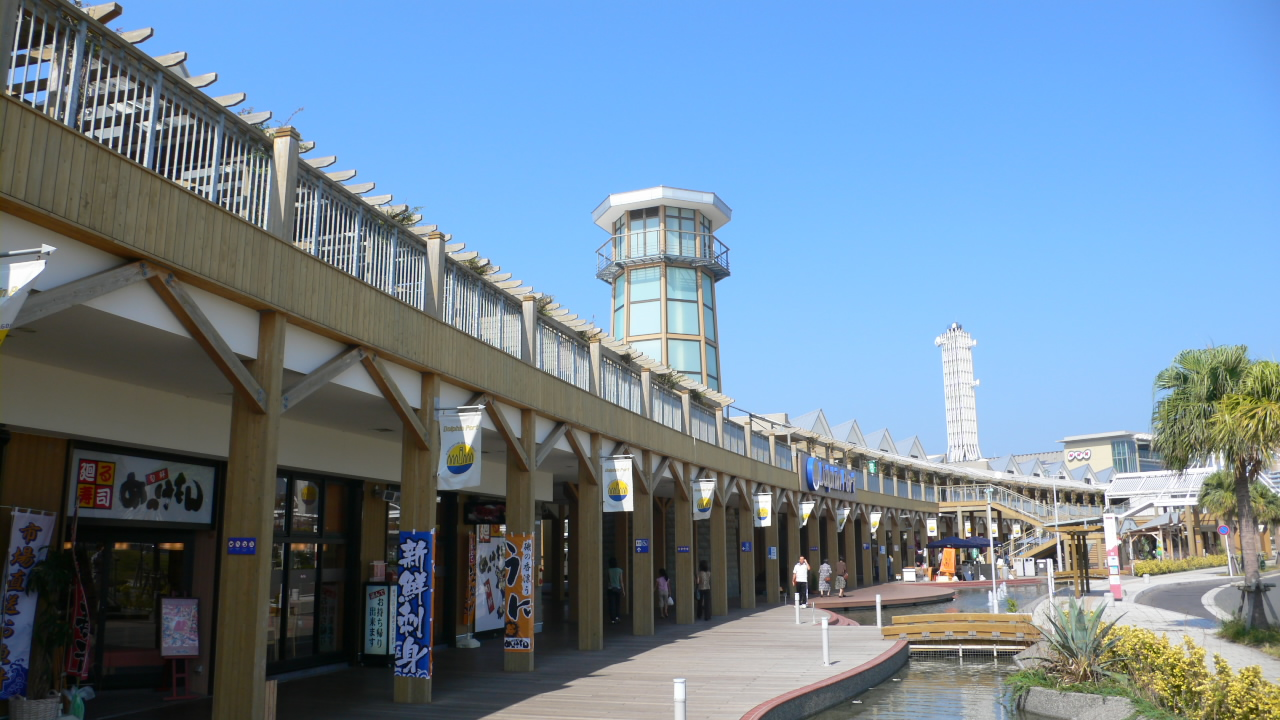
ドルフィンポート（鹿児島市）

### 海外

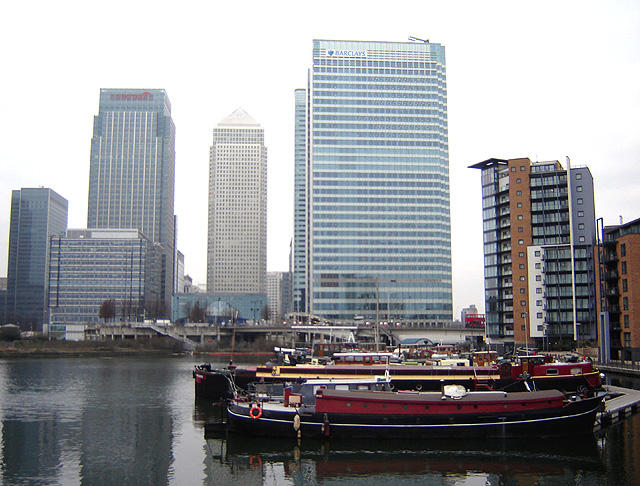
ドックランズ（ロンドン）
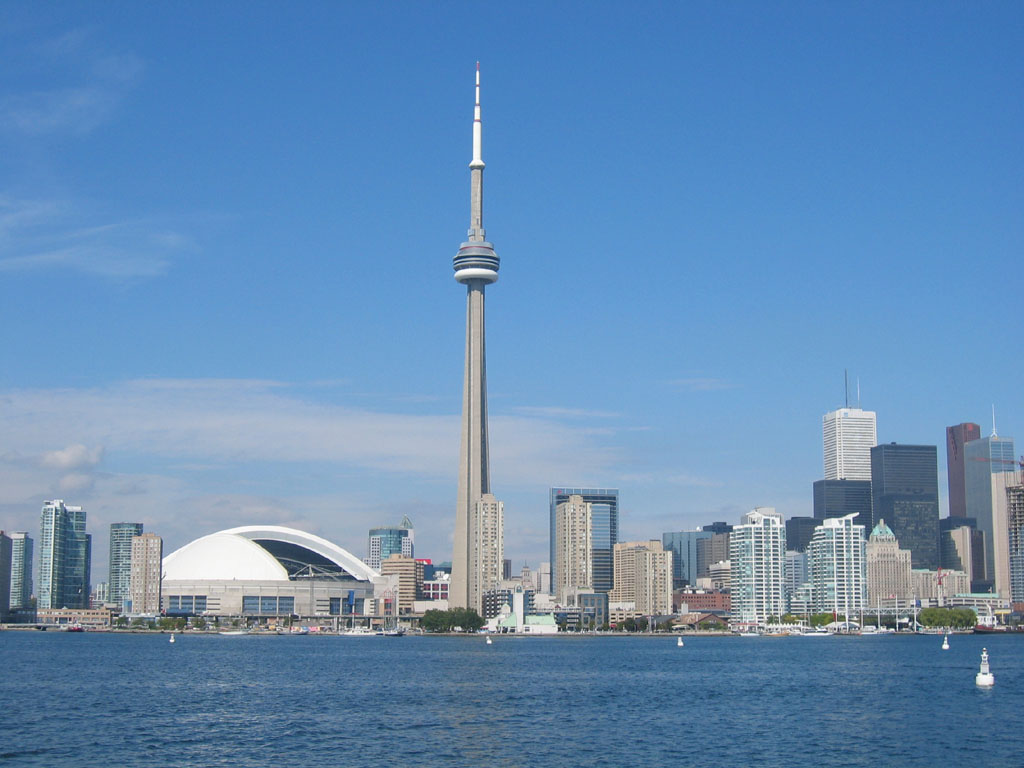
ベイフロント（英語版）（トロント）
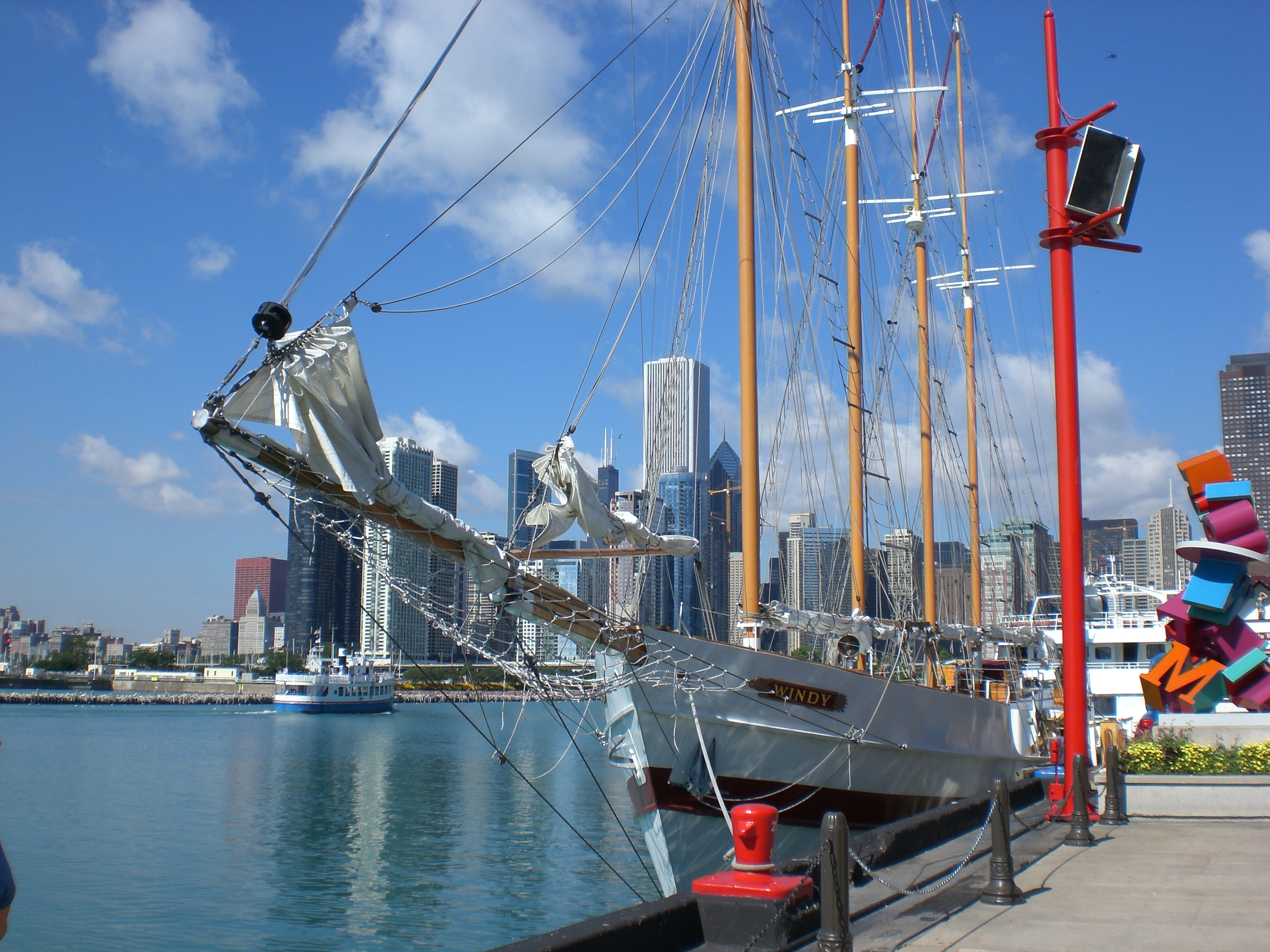
ネイビー・ピア（シカゴ）
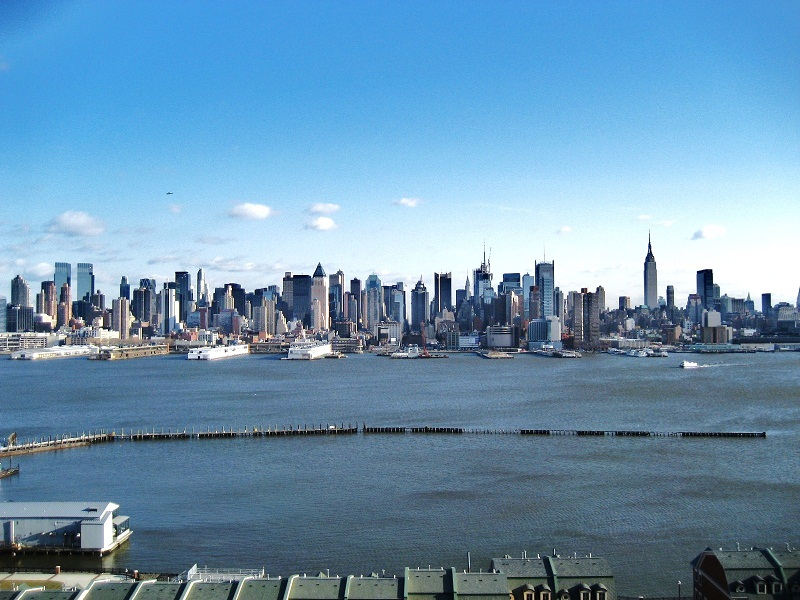
マンハッタン（ニューヨーク）
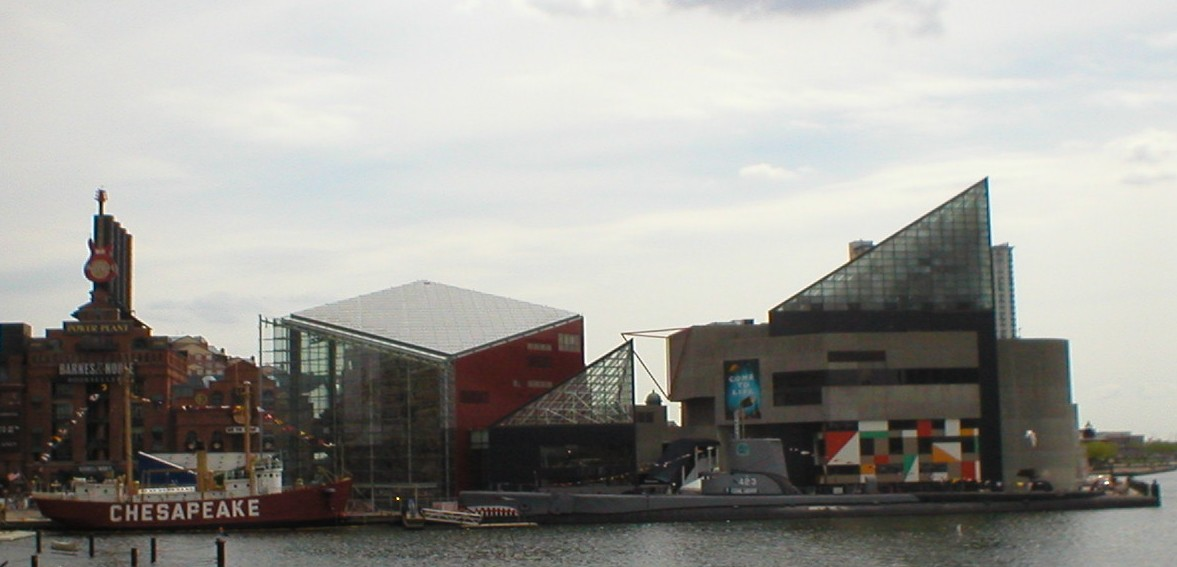
チャールズセンター（英語版）（ボルチモア）
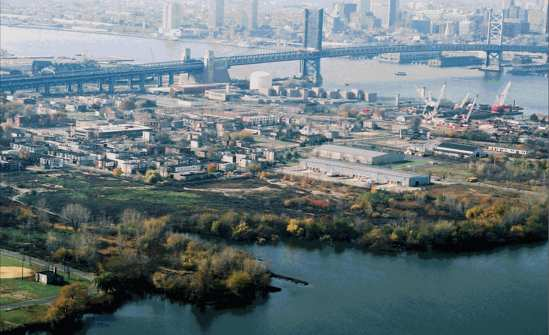
セントラル・ウォーターフロント（英語版）（カムデン）
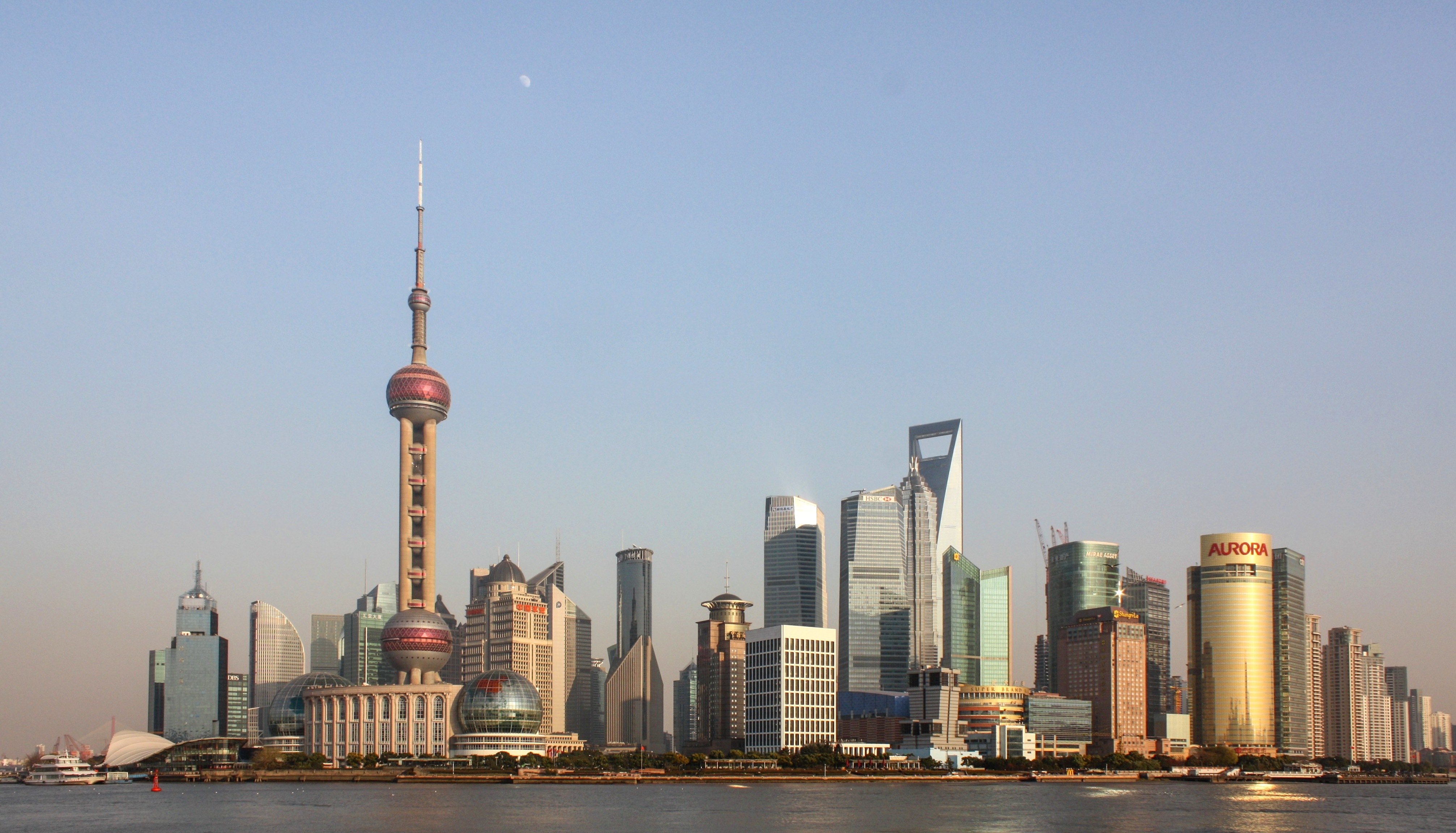
浦東（上海）
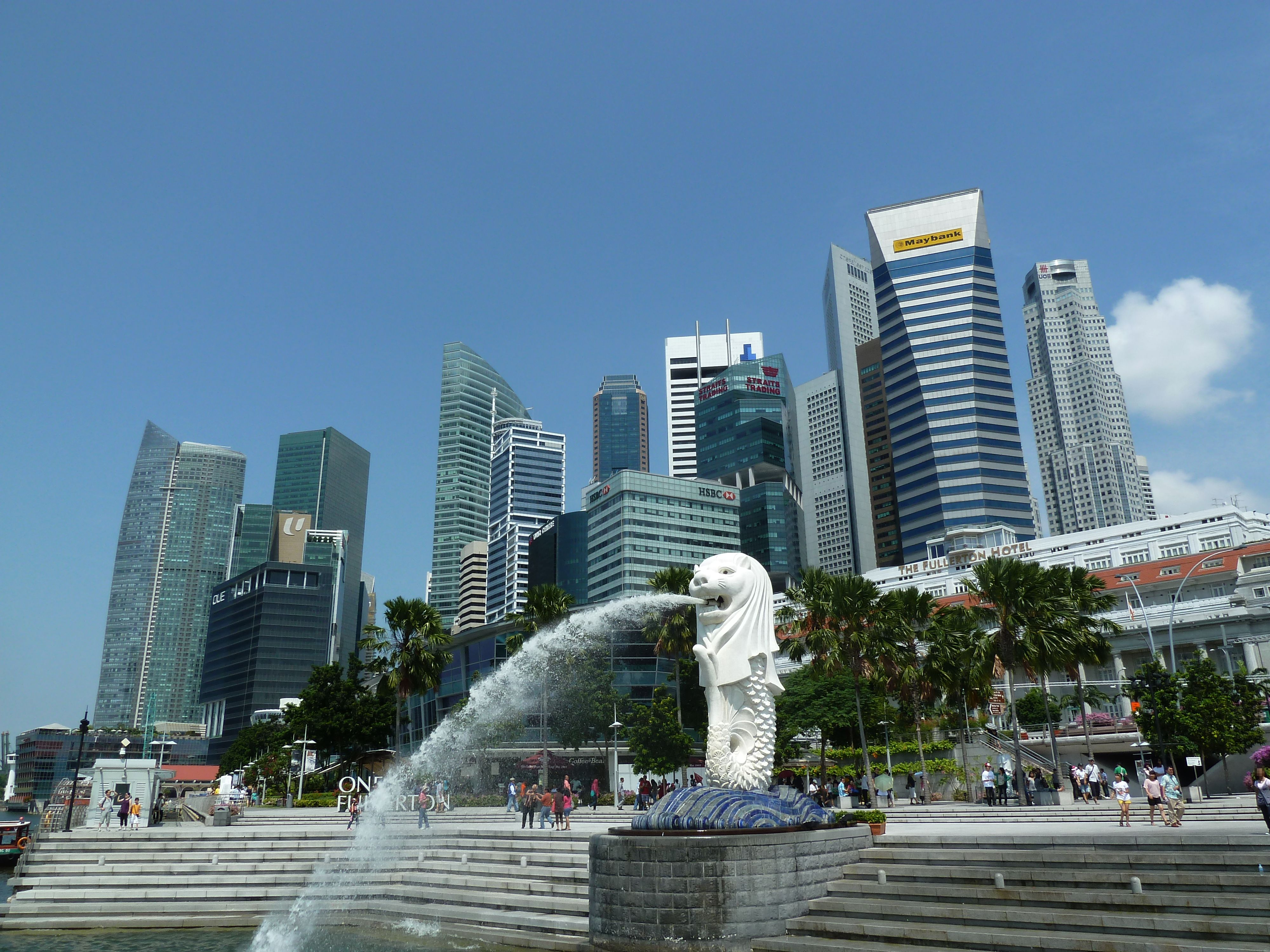
ダウンタウン・コア（英語版）（シンガポール）